# 特尔古穆列什
特尔古穆列什（羅馬尼亞語：Târgu Mureș，意思為穆列什河畔诺伊马克特）是罗马尼亚特蘭西瓦尼亞地區穆列什县的一座城市，位于穆列什河畔，面积49.3平方公里，人口约14.6万（2006年），其中匈牙利人约占一半。

## 名称与词源

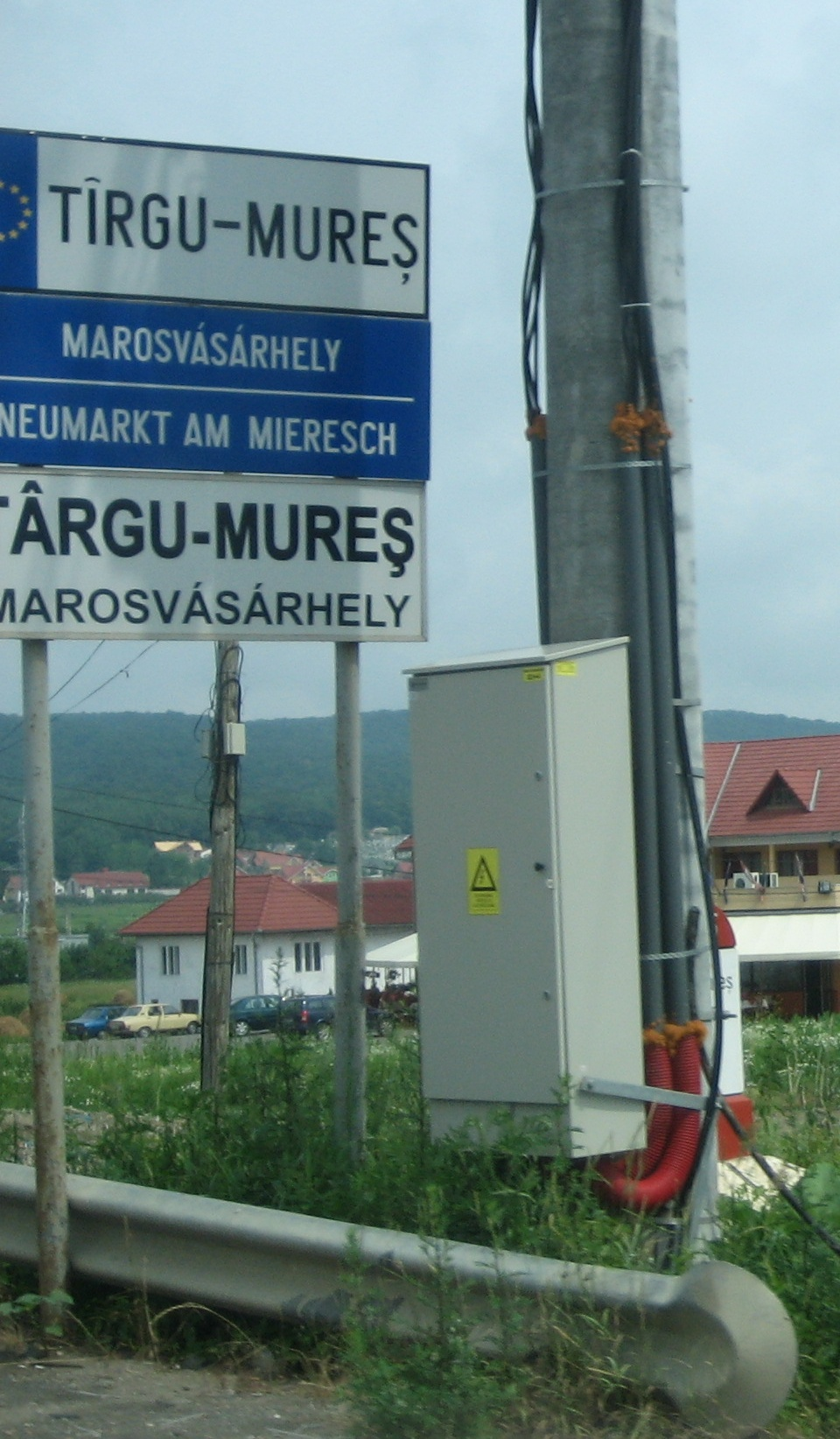
Târgu Mureș 的三语地名标识。匈牙利语为 Marosvásárhely，德语为 Neumarkt am Mieresch。顶部是1993年前的拼写 Tîrgu-Mureș。

Târgu Mureș 的现用罗马尼亚语名称与匈牙利语 Marosvásárhely 含义相同，均意为“马罗什河上的市场”（Mureș 即马罗什河）。其中，罗马尼亚语中的 “târg” 意为“市场”，匈牙利语 “vásárhely” 也意为“市集地”。当地匈牙利人常简称 Marosvásárhely 为 Vásárhely。
耶稣会神父马尔顿·森蒂瓦尼（Márton Szentiványi）在其1699年用拉丁文撰写的著作《Dissertatio Paralipomenonica Rerum Memorabilium Hungariae》中首次提及该地名为 Asserculis，并解释为 “Asserculis, hoc est Szekely Vasarhely”，即“这就是 Székely Vásárhely”。该著作将这一称谓追溯至1230年。
他在1702年的另一部著作《Curiosiora Et Selectiora Variarum Scientiarum Miscellanea》中也再次提及 Asserculis 一名。
1332年，该城市在教皇登记册中以拉丁语 “Novum Forum Siculorum”（锡凯伊人的新市场）被提及；1349年文献中则以 “Székelyvásárhely”（即今 Marosvásárhely 的前身）为名。
在1616年，特兰西瓦尼亚王公加布里埃尔·贝特伦（Gabriel Bethlen）正式将该地命名为 Marosvásárhely，并提升为皇家自由城市。
早期罗马尼亚语名称还有 Oșorhei、Mureș-Oșorhei、Târgul-Mureșului 等；德语则称其为 Neumarkt am Mieresch，意为“马罗什河畔的新市场”，也简称为 Neumarkt 或 Marktstadt，在特兰西瓦尼亚萨克森方言中称为 Nai Mark 或 Nai Muark。
在第一次世界大战结束后，特兰西瓦尼亚划归罗马尼亚王国，城市一度称作 Oșorheiu，至战间期普遍改称 Târgu Mureș。1953年拼写改革后曾改为 Tîrgu Mureș；1993年再度拼写改革，将“î”恢复为“â”，自此该地正式拼写为 “Târgu Mureș”。

## 历史

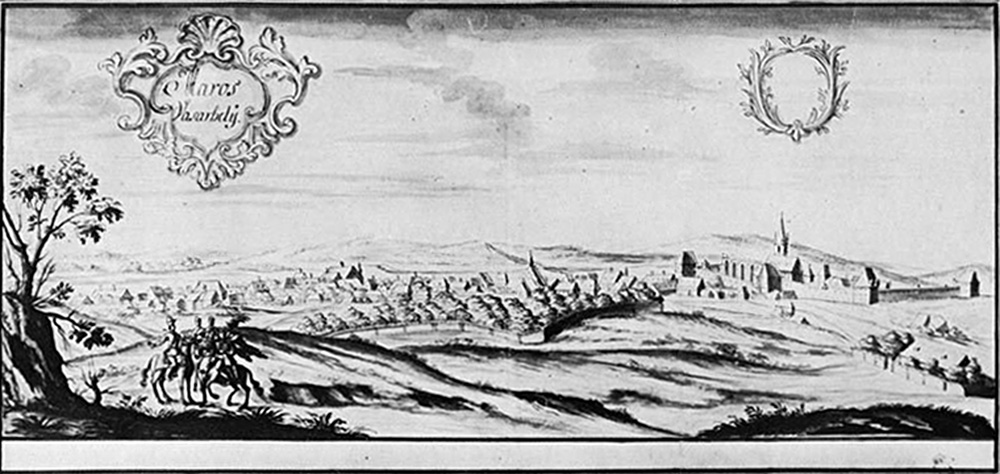
1735年时的“Maros Vásárhely”

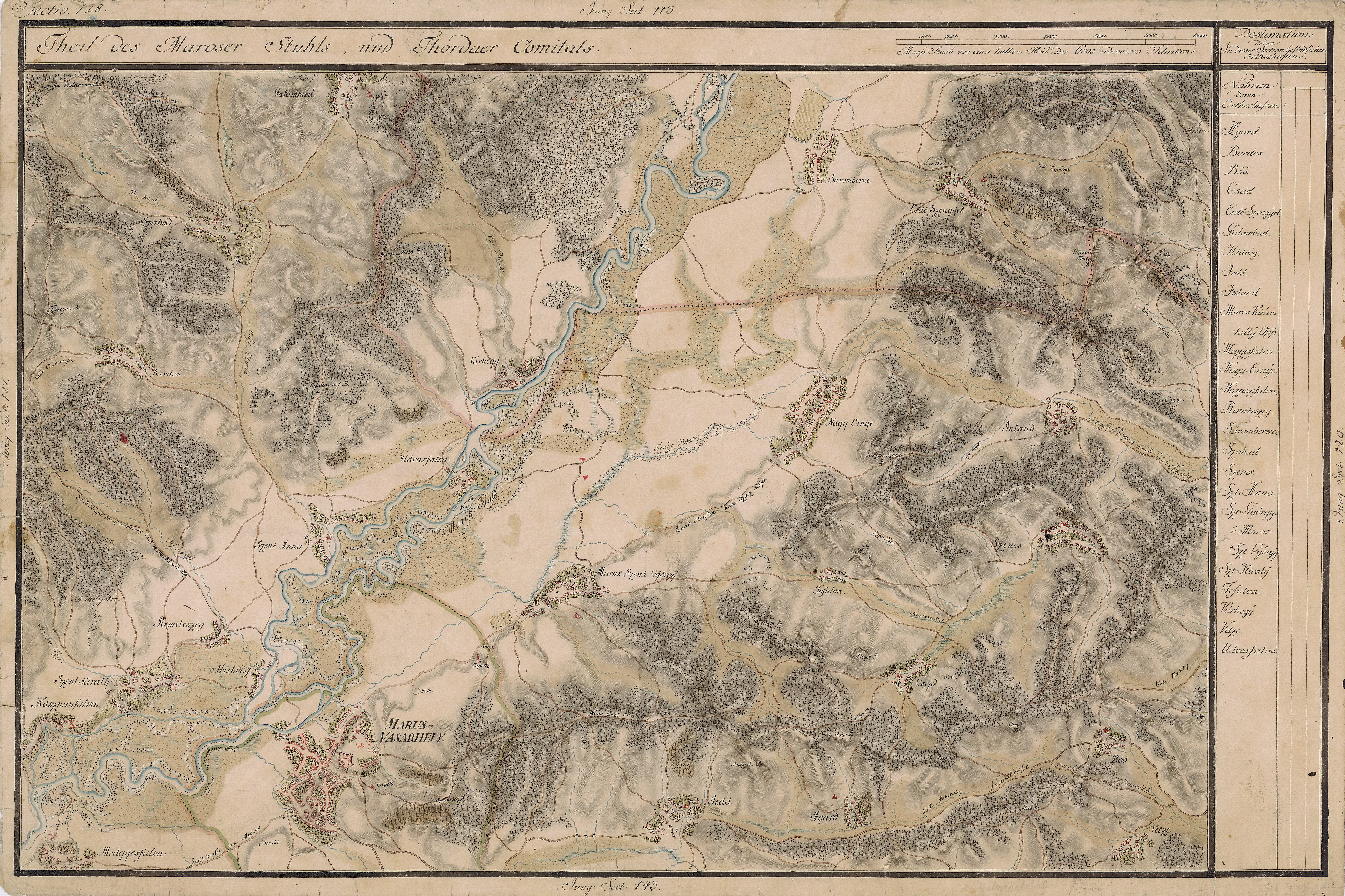
约瑟夫二世地图中的“Marus-Vasarhely”

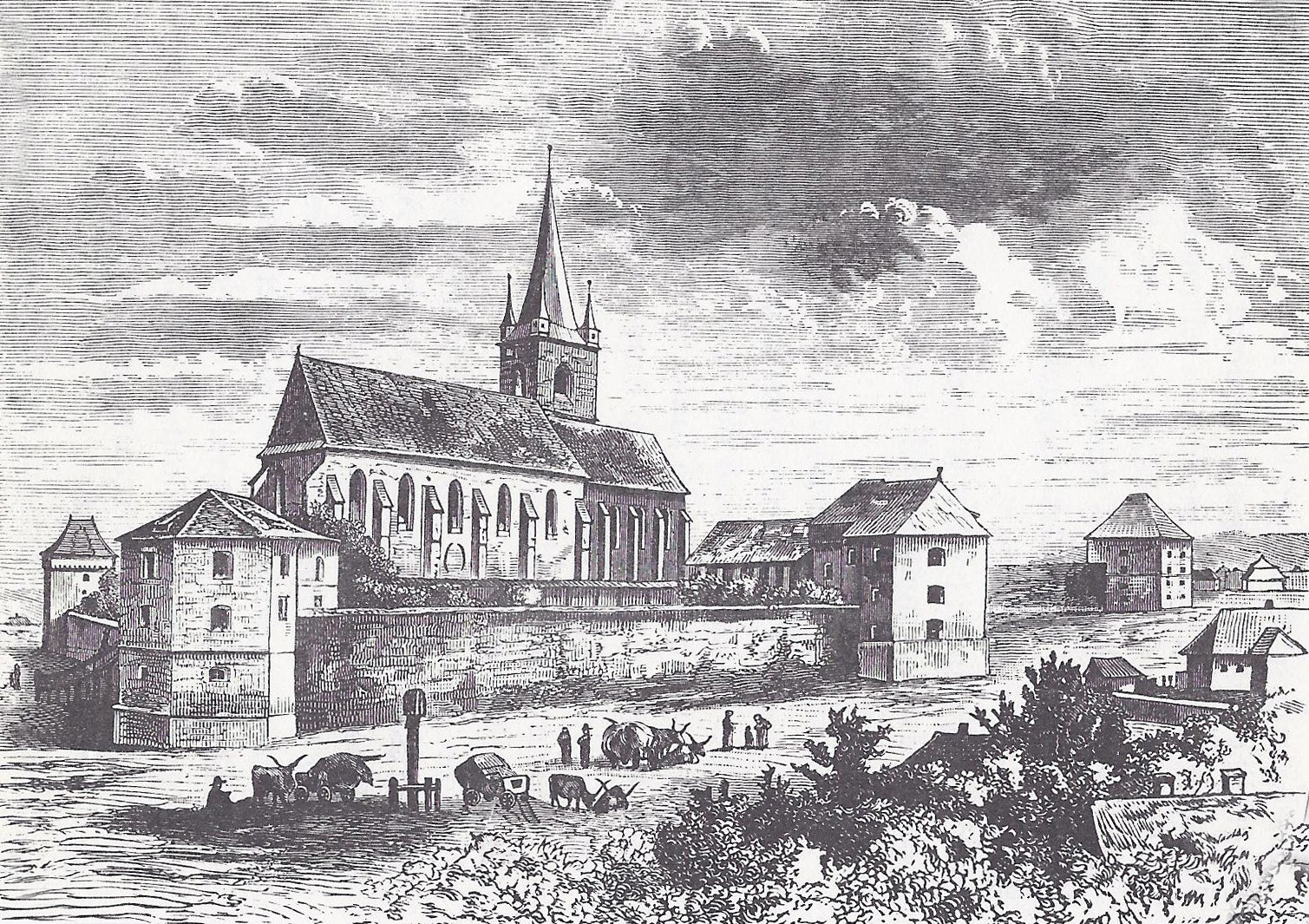
1860年绘制的堡垒内改革宗教堂

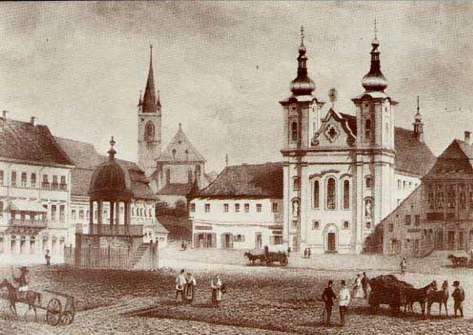
19世纪，市中心的天主教与改革宗教堂

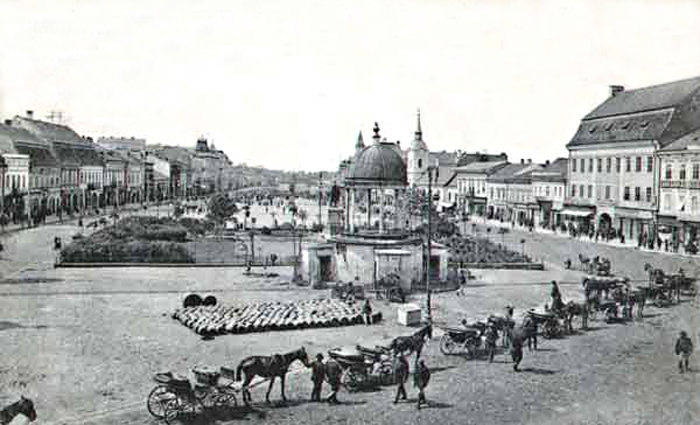
1911年的市中心，可见彼得·博多尔的音乐喷泉

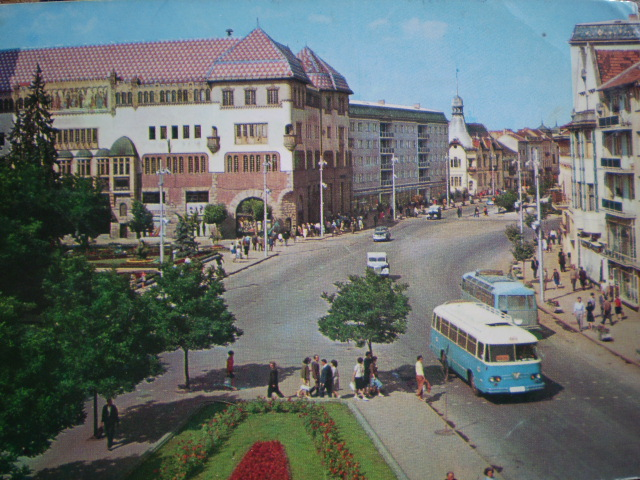
1960年代的特尔古穆列什

该城市最早见于1332年教皇档案，以拉丁语“Novum Forum Siculorum”记载，意为“新锡凯伊人集市”；1349年又以“Székelyvásárhely”（锡凯伊人集市）之名出现在匈牙利文献中。
1332年前，一座多明我会教堂位于现今堡垒教堂位置，但在蒙古入侵欧洲时被毁。约1332年，方济各会在此以哥特式风格新建了教堂。
1405年，匈牙利国王西吉斯蒙德授予城市集市权。自1439年起，该地共举办特兰西瓦尼亚议会36次。1470年，马加什一世授予该市司法特权；1482年宣布其为皇家城市。
1492年，伊什特万·巴托里亲王对当地修道院实施军事加固。1506年，帕尔·托莫里率军遭到反对征税的锡凯伊人击败。1557年，创建了改革宗学院，是特兰西瓦尼亚最早的匈牙利学校。1571年，约翰·齐格蒙德·萨波尔亚领导的议会接纳包括一位论派教会在内的讲道自由。
1600至1601年，鲁道夫二世派乔治·巴斯塔围攻该市，致使堡垒毁损。1602年，博尔绍什·陶马什市长建议重建，最终于1614–1653年间完成。1603年，塞凯伊·摩西短暂收复特兰西瓦尼亚，并访问该城。1616年，该市获加博尔·白特伦封为“Maros-Vásárhely”，成为自由皇家城市。
1658年，奥斯曼帝国及鞑靼军焚毁该城并掳走三千人。1661年，在土耳其施压下，米哈伊·阿帕菲当选特兰西瓦尼亚亲王。1662年，土军失管导致市区大火。1687年，遭德军摧毁；1704年库鲁克起义军占据堡垒，1706年被奥地利军收复。1707年4月5日，拉科齐·费伦茨二世在此加冕。同年爆发瘟疫，致死三千五百人，1709、1719、1738–1739年均有反复。
1754年，该市成为特兰西瓦尼亚公国最高法院所在地，推动社会与经济发展。1802年，萨缪尔·特莱基创建特莱基-鲍尧伊图书馆，开放四万册藏书。
阿夫拉姆·扬库在成为1848年革命领袖前，曾在此执业。1848年11月4日，奥军击败锡凯伊守军并夺城。1849年1月13日被托尔奈少校部队收复；7月30日，裴多菲·山多尔与约瑟夫·贝姆从此启程前往谢吉什瓦尔战役，8月2日该市再次被卡尔·冯·乌尔班夺回，标志战事结束。
1854年，三名锡凯伊烈士于邮政草原遭处决，自1874年起立碑纪念。1861年成为马罗斯塞克首府，1876年改设马罗斯-托尔达县。1880至1907年间，市区先后立贝姆、科苏特、拉科齐二世塑像，后在1919–1923年间被拆除。
19世纪末至20世纪初，城市外观显著变化。1913年，在市长贝尔纳迪·久尔吉主政下，建成文化宫与市政厅。一战后随特兰西瓦尼亚并入罗马尼亚，并改名“特尔古穆列什”；原有89%匈牙利族人口比例在20世纪后期逐渐下降。
1940至1944年，依据第二次维也纳仲裁重归匈牙利王国，德国占领后设有犹太人隔都。1944年10月归属罗马尼亚。1944年11月12日，苏军弗拉迪斯拉夫·彼得罗维奇·维诺格拉多夫将军因马纽卫队屠杀事件驱逐罗方政府，直至1945年3月彼得鲁·格罗查政府成立才重掌权力。
战后罗马尼亚社会主义共和国实施工业化政策，重塑城市面貌。1950–1968年间，特尔古穆列什为匈牙利人自治区首府（后改名为“马罗斯-匈牙利人自治区”）。1959年9月7日，乔治·乔治乌-德治与基武·斯托伊卡视察城市，决定工业区选址于山丘而非穆列什河谷地。
1990年3月，该市爆发特尔古穆列什种族冲突，是1989年罗马尼亚革命后最大规模的族群暴力事件之一。
进入21世纪后，多家投资企业入驻，带动经济复苏。2020年，佐尔坦·索什以独立候选人身份当选市长，是20年来首位当选的匈牙利族市长。

## 地理
该市位于穆列什河谷地，城市中心的堡垒教堂建于14世纪，城市从此地向外延展，总面积为49.3平方（19.0平方英里）。特尔古穆列什处于历史上的特兰西瓦尼亚地区中心，地处特兰西瓦尼亚平原、穆列什谷和尼拉日谷三大地理区域的交汇处，海拔为330（1,080英尺）。
城市分布于穆列什河两岸，但主要城区与大多数住宅区集中在左岸。科尔内什蒂高原（匈牙利語：Somos-fennsík）是市内的最高点，海拔465（1,526英尺），坐标为：46°33′11″N 24°35′54″E / 46.5531°N 24.5984°E。
特尔古穆列什与以下城市的直线距离如下：
- 337（209英里） — 布加勒斯特
- 475（295英里） — 基希讷乌
- 480（300英里） — 贝尔格莱德
- 515（320英里） — 布达佩斯
- 598（372英里） — 索菲亚
- 845（525英里） — 基辅

该市周边为以下乡村和行政单位环绕：穆列什圣乔治（Sângeorgiu de Mureș）、利韦泽尼（Livezeni）、穆列什圣塔纳（Sântana de Mureș）、穆列什圣克劳（Sâncraiu de Mureș）、科伦卡（Corunca）、克里斯泰什蒂（Cristești）以及乔阿舒·德·坎皮耶（Ceuașu de Câmpie）。此外，穆列什市还直接管辖两个村庄：穆列什尼（Mureșeni，匈牙利语：Meggyesfalva）和雷梅泰亚（Remetea，匈牙利语：Remeteszeg）。
以下为该市与罗马尼亚主要城市之间的铁路和公路距离：
- 布加勒斯特：铁路448（278英里），公路330（210英里）
- 布拉索夫：铁路282（175英里），公路168（104英里）
- 康斯坦察：铁路642（399英里），公路548（341英里）
- 克卢日-纳波卡：铁路127（79英里），公路101（63英里）
- 雅西：铁路505（314英里），公路310（190英里）
- 锡比乌：铁路189（117英里），公路112（70英里）
- 蒂米什瓦拉：铁路344（214英里），公路327（203英里）

## 气候
特尔古穆列什属于温带大陆性气候，夏季温暖干燥，冬季相对寒冷。冬季气温经常低于0 °C（32 °F），全年约有38天降雪，其中超过60天地面有积雪覆盖。夏季（6月至8月）平均气温介于18 °C（64 °F）至19 °C（66 °F）之间，极端高温可达36 °C（97 °F）。年均降水日数为143天，其中12月最为频繁（16天），而8月、9月与10月降雨最少，仅有8天。全市年平均气温为8.6 °C（47 °F）。
该市历史上记录到的最低气温为−32.8 °C（−27 °F），出现在1942年与1963年，最高气温为39 °C（102 °F），记录于1936年。
| 特尔古穆列什（海拔：320米或1,050英尺） | 特尔古穆列什（海拔：320米或1,050英尺） | 特尔古穆列什（海拔：320米或1,050英尺） | 特尔古穆列什（海拔：320米或1,050英尺） | 特尔古穆列什（海拔：320米或1,050英尺） | 特尔古穆列什（海拔：320米或1,050英尺） | 特尔古穆列什（海拔：320米或1,050英尺） | 特尔古穆列什（海拔：320米或1,050英尺） | 特尔古穆列什（海拔：320米或1,050英尺） | 特尔古穆列什（海拔：320米或1,050英尺） | 特尔古穆列什（海拔：320米或1,050英尺） | 特尔古穆列什（海拔：320米或1,050英尺） | 特尔古穆列什（海拔：320米或1,050英尺） | 特尔古穆列什（海拔：320米或1,050英尺） |
| 月份                                   | 1月                                    | 2月                                    | 3月                                    | 4月                                    | 5月                                    | 6月                                    | 7月                                    | 8月                                    | 9月                                    | 10月                                   | 11月                                   | 12月                                   | 全年                                   |
| -------------------------------------- | -------------------------------------- | -------------------------------------- | -------------------------------------- | -------------------------------------- | -------------------------------------- | -------------------------------------- | -------------------------------------- | -------------------------------------- | -------------------------------------- | -------------------------------------- | -------------------------------------- | -------------------------------------- | -------------------------------------- |
| 历史最高温 °C（°F）                    | 14.0 (57.2)                            | 19.0 (66.2)                            | 27.0 (80.6)                            | 32.5 (90.5)                            | 34.4 (93.9)                            | 35.3 (95.5)                            | 39.0 (102.2)                           | 38.5 (101.3)                           | 38.2 (100.8)                           | 31.5 (88.7)                            | 26.5 (79.7)                            | 18.3 (64.9)                            | 39.0 (102.2)                           |
| 平均高温 °C（°F）                      | 0.6 (33.1)                             | 3.6 (38.5)                             | 9.9 (49.8)                             | 16.0 (60.8)                            | 21.0 (69.8)                            | 23.7 (74.7)                            | 25.2 (77.4)                            | 25.2 (77.4)                            | 21.7 (71.1)                            | 16.0 (60.8)                            | 8.4 (47.1)                             | 2.4 (36.3)                             | 14.5 (58.1)                            |
| 日均气温 °C（°F）                      | −3.9 (25.0)                            | −0.9 (30.4)                            | 4.5 (40.1)                             | 10.0 (50.0)                            | 14.8 (58.6)                            | 17.7 (63.9)                            | 19.0 (66.2)                            | 18.7 (65.7)                            | 15.2 (59.4)                            | 9.8 (49.6)                             | 4.2 (39.6)                             | −1.1 (30.0)                            | 9.0 (48.2)                             |
| 平均低温 °C（°F）                      | −8.3 (17.1)                            | −5.4 (22.3)                            | −0.8 (30.6)                            | 4.0 (39.2)                             | 8.7 (47.7)                             | 11.7 (53.1)                            | 12.9 (55.2)                            | 12.3 (54.1)                            | 8.7 (47.7)                             | 3.6 (38.5)                             | 0.0 (32.0)                             | −4.6 (23.7)                            | 3.6 (38.4)                             |
| 历史最低温 °C（°F）                    | −32.8 (−27.0)                          | −32.0 (−25.6)                          | −27.3 (−17.1)                          | −7.5 (18.5)                            | −1.6 (29.1)                            | 0.3 (32.5)                             | 4.6 (40.3)                             | 2.7 (36.9)                             | −3.3 (26.1)                            | −8.4 (16.9)                            | −19.6 (−3.3)                           | −25.9 (−14.6)                          | −32.8 (−27.0)                          |
| 平均降水量 mm（）                      | 31.0 (1.22)                            | 27.0 (1.06)                            | 27.0 (1.06)                            | 49.0 (1.93)                            | 73.0 (2.87)                            | 89.0 (3.50)                            | 84.0 (3.31)                            | 65.0 (2.56)                            | 45.0 (1.77)                            | 39.0 (1.54)                            | 35.0 (1.38)                            | 36.0 (1.42)                            | 600 (23.62)                            |
| 平均降水天数                           | 15                                     | 12                                     | 13                                     | 14                                     | 13                                     | 13                                     | 11                                     | 8                                      | 8                                      | 8                                      | 12                                     | 16                                     | 143                                    |
| 平均降雨天数                           | 5                                      | 6                                      | 11                                     | 13                                     | 13                                     | 13                                     | 11                                     | 8                                      | 8                                      | 8                                      | 10                                     | 8                                      | 114                                    |
| 平均降雪天数                           | 11                                     | 8                                      | 3                                      | 1                                      | 0                                      | 0                                      | 0                                      | 0                                      | 0                                      | 0                                      | 4                                      | 11                                     | 38                                     |
| 来源1：Weatherbase.com                 |                                        |                                        |                                        |                                        |                                        |                                        |                                        |                                        |                                        |                                        |                                        |                                        |                                        |
| 来源2：Climate-data.org                |                                        |                                        |                                        |                                        |                                        |                                        |                                        |                                        |                                        |                                        |                                        |                                        |                                        |

## 人口

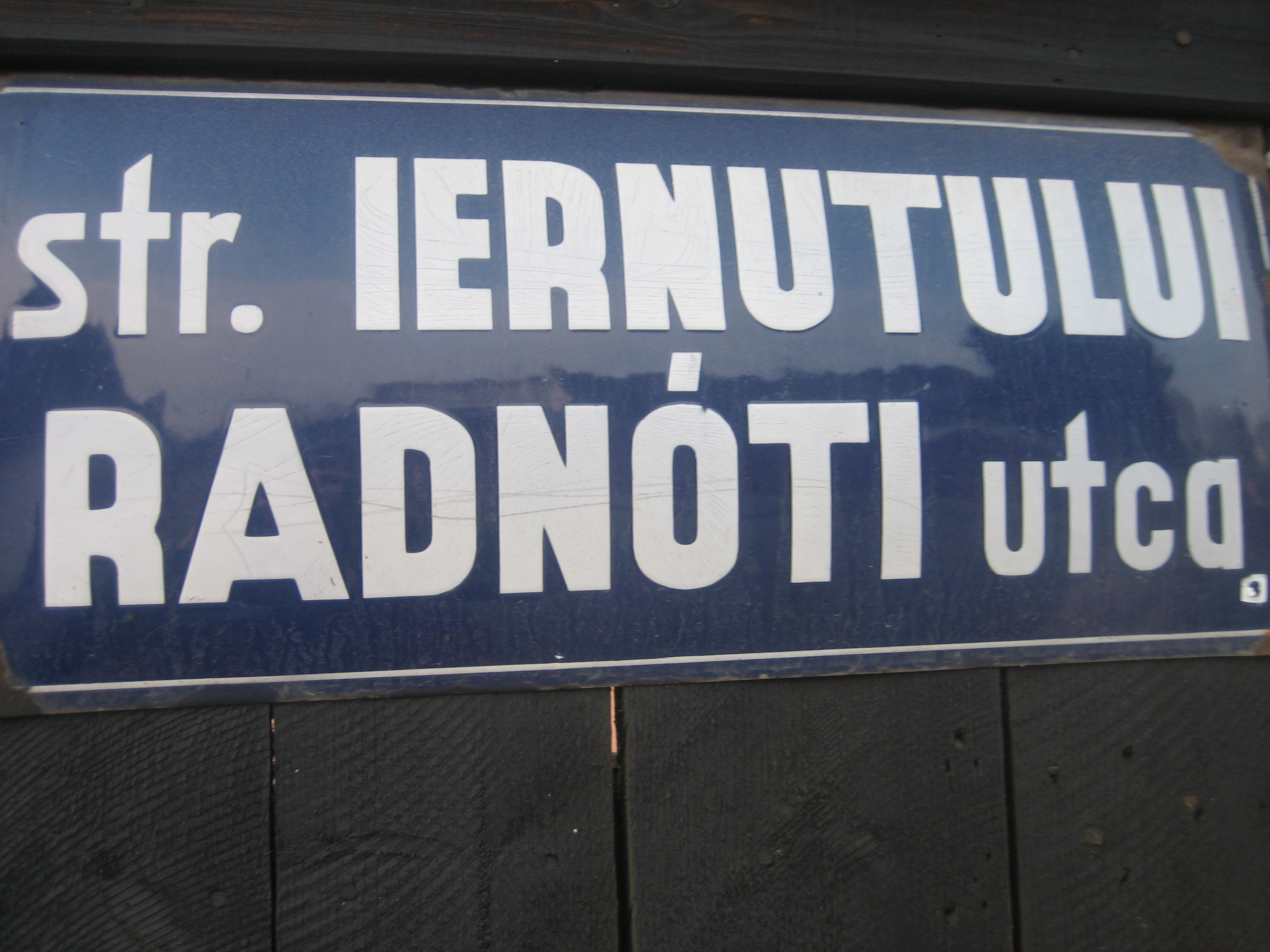
双语街道标识

根据2021年罗马尼亚人口普查数据，图尔古穆列什人口为116,033人，相比于2011年罗马尼亚人口普查有所减少。该市拥有特兰西瓦尼亚地区最大的匈牙利族城市人口，超过瑟芬图·乔尔盖、克卢日-纳波卡和奥拉迪亚。2002年普查首次显示匈牙利族在该市成为少数民族。
该市官方为双语城市，罗马尼亚语与匈牙利语同为官方语言，广泛应用于公共标识、教育、司法及行政事务；然而，在商业标识和广告中，通常仅匈牙利族拥有的公司使用双语标识。罗姆人占市人口的2.97%，显著低于他们在穆列什县中9.68%的占比。
图尔古穆列什人口民族构成（2021）
图尔古穆列什宗教构成（2021）

### 民族社区
1850年至2021年的人口民族结构演变：
| 年份 | 总人口  | 罗马尼亚人 (%) | 匈牙利人 (%) | 德意志人 (%) | 犹太人 (%) | 罗姆人 (%) | 其他 (%) |
| ---- | ------- | -------------- | ------------ | ------------ | ---------- | ---------- | -------- |
| 1850 | 7,855   | 6.0            | 82.6         | 3.1          | 2.6        | 3.6        | 2.1      |
| 1869 | 12,678  | 5.2            | 88.9         | 3.5          | —          | —          | 2.4      |
| 1900 | 20,229  | 11.6           | 83.3         | 3.6          | —          | —          | 1.5      |
| 1910 | 25,517  | 6.7            | 89.3         | 2.4          | —          | —          | 1.6      |
| 1930 | 40,058  | 26.7           | 57.2         | 1.7          | 12.1       | 1.1        | 1.2      |
| 1966 | 86,464  | 28.3           | 70.9         | 0.6          | —          | —          | 0.2      |
| 1977 | 127,783 | 34.8           | 63.6         | 0.6          | 0.4        | 0.5        | 0.1      |
| 1992 | 164,445 | 46.1           | 51.4         | 0.3          | 0.1        | 2.0        | 0.1      |
| 2002 | 149,577 | 50.4           | 46.7         | 0.2          | —          | 2.4        | 0.3      |
| 2011 | 134,290 | 51.9           | 45.2         | 0.2          | 0.1        | 2.4        | 0.1      |
| 2021 | 116,033 | 54.8           | 41.8         | 0.1          | 0.0        | 3.0        | 0.2      |

## 经济

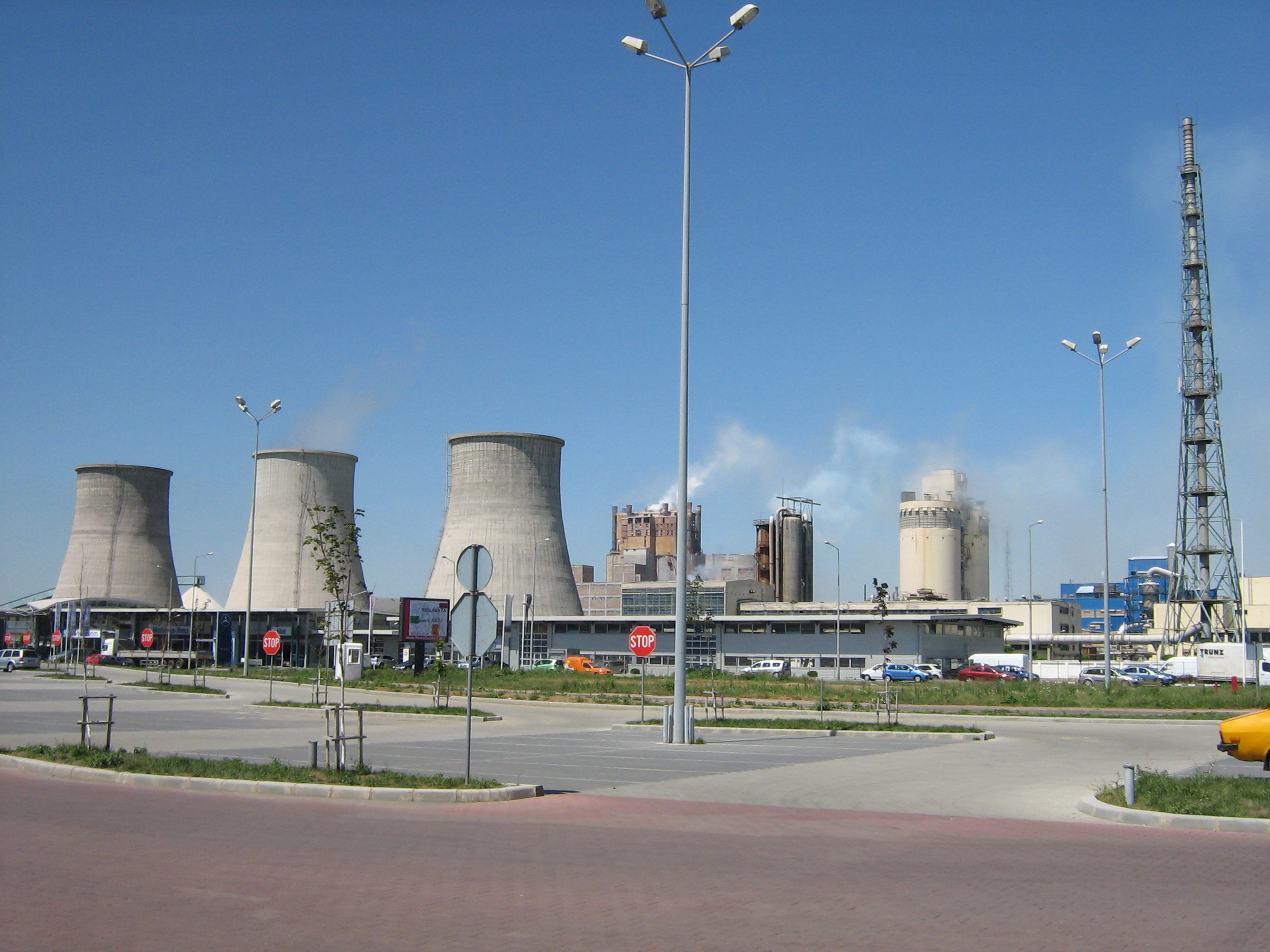
Azomureș化工厂

目前，图尔古穆列什拥有8,500多家私人企业及若干家国有企业。
该市的工业领域多元化，主要包括：
- 化学工业（如Azomureș化工厂）
- 制药工业
- 食品工业:
  - 面包行业（Mopan公司）
  - 乳制品行业
- 木材工业
- 纺织工业

## 城市各区

图尔古穆列什各区（罗马尼亚语）

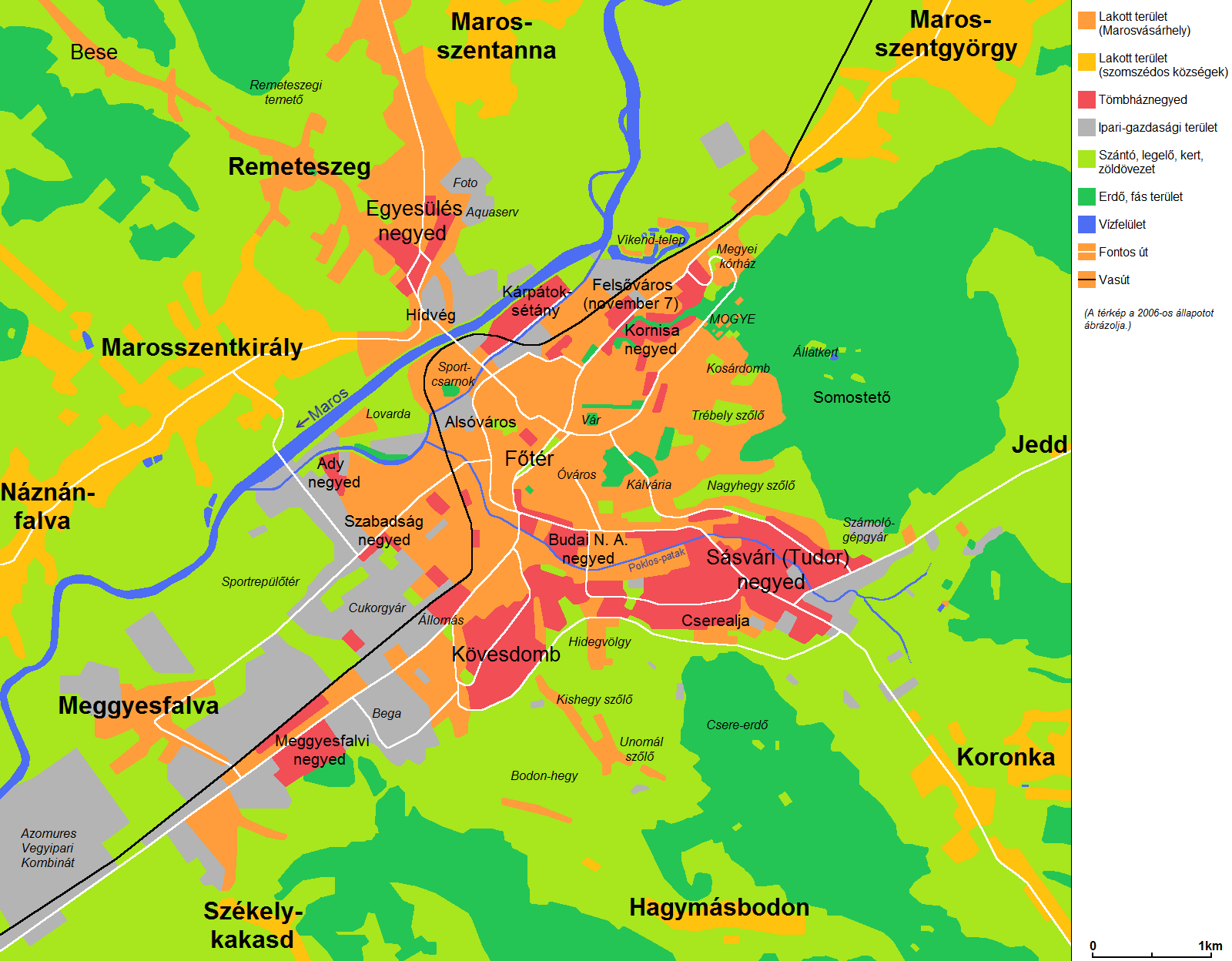
图尔古穆列什各区（匈牙利语）

| 罗马尼亚语名称                         | 匈牙利语名称                                                 |
| -------------------------------------- | ------------------------------------------------------------ |
| Centru（市中心）                       | Főtér（主广场）                                              |
| Dâmbul Pietros（1848）                 | Kövesdomb（1848）                                            |
| Unirii（位于穆列什河右岸）             | Egyesülés（即原Benefalva和Hídvég村，位于穆列什河右岸）       |
| Rovinari                               | Ady Endre（以诗人阿迪·恩德雷命名）                           |
| Aleea Carpați                          | Kárpátok sétánya（喀尔巴阡林荫道）                           |
| Budai Nagy Antal                       | Budai Nagy Antal（15世纪匈牙利农民起义领袖）                 |
| Gară（车站区）                         | Állomás                                                      |
| Livezeni（并入城市的周边村庄）         | Jedd                                                         |
| 22 Decembrie 1989（原称：7 Noiembrie） | 1989 December 22（日，即罗马尼亚革命纪念日，原称7 November） |
| Tudor Vladimirescu                     | Tudor Vladimirescu（起义领导人，东西方名称一致）             |
| Răsăritului                            | Kikelet（意为“春天”）                                        |
| Mureșeni                               | Meggyesfalva（意为“樱桃村”）                                 |
| Substejăriș                            | Cserealja（意为“橡树林下方”）                                |
| Cornișa                                | Párkány（意为“屋檐”或“边缘”）                                |
| Valea Rece                             | Hidegvölgy（意为“冷谷”）                                     |

## 主要景点

### 宗教建筑

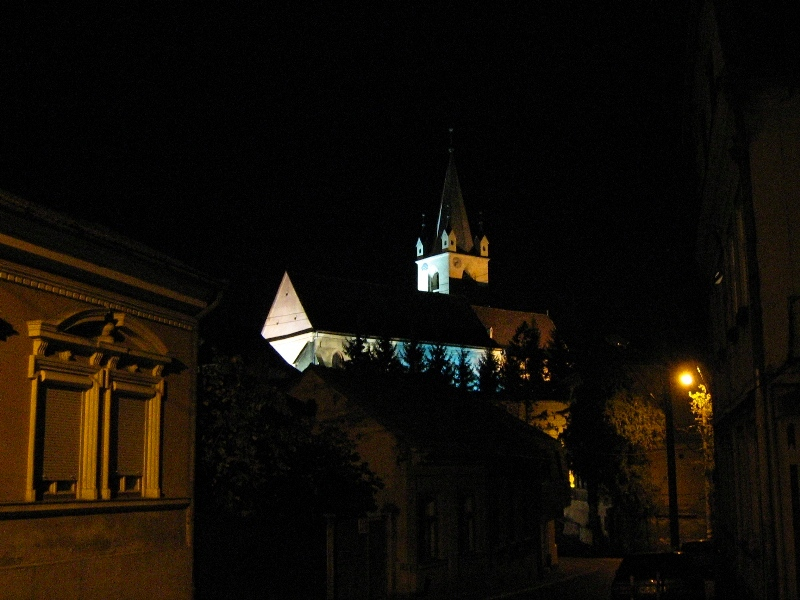
特尔古穆列什最古老的教堂——特尔古穆列什要塞教堂

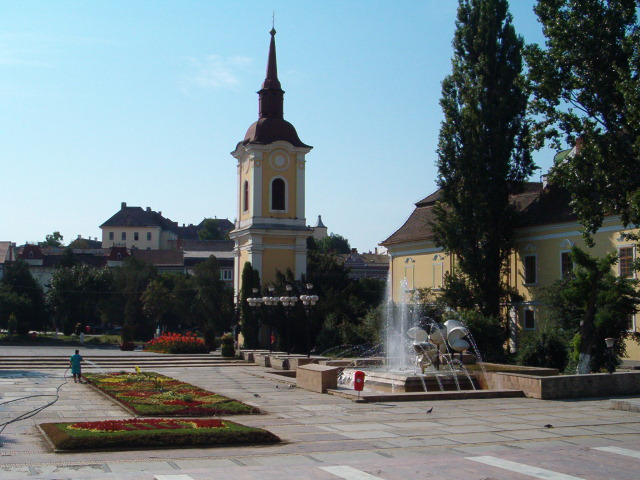
格雷修士教堂于1971年被共产党政权拆除，仅存钟楼（图中）

特尔古穆列什要塞教堂是该市最古老的教堂。历史记载显示，方济各会在14世纪中叶传入特兰西瓦尼亚后不久，修士便抵达此地。教堂的建设历时约一百年，包括修道院、礼拜堂、主教堂与钟楼。教堂于1400年至1450年间完工，原装饰有湿壁画，但在1557年被新教信徒接管后，壁画大多被移除。
由于16世纪宗教改革浪潮，该市方济各会势力衰退，其教堂与财产被新教信徒接管，修士被驱逐。约两百年后，在哈布斯堡王朝治下，他们重返城市，并于1777年在市中心建起新教堂与修道院，1802年增建钟楼。1971年修道院被拆，1972年在自由大街新建教堂。
18世纪初，市内修建了一座典型的巴洛克风格教堂——圣若望洗者教堂，内部装饰精美，大祭坛由安东·舒赫鲍尔和约翰内斯·纳赫提加尔于1755年建成，侧祭坛绘画则出自米开朗基罗·昂特贝格之手。彩绘玻璃由格罗陶的图尔克公司于1898年制作。
大犹太会堂（Status Quo Ante）于1899至1900年建成，建筑设计由维也纳的雅各布·加特纳负责，匈牙利工程师保尔·索什主持施工。其中央圆顶庄重，内部设有底层314个、上层238个座位，2000年进行全面翻修。
信义宗在该市的发展与其创始人费伦茨·戴维密切相关。1557至1568年间，特尔达议会赋予宗教信仰自由，信义宗随之成为法定宗派。教堂本体建于1929至1930年，邻接1869年的旧礼拜堂。

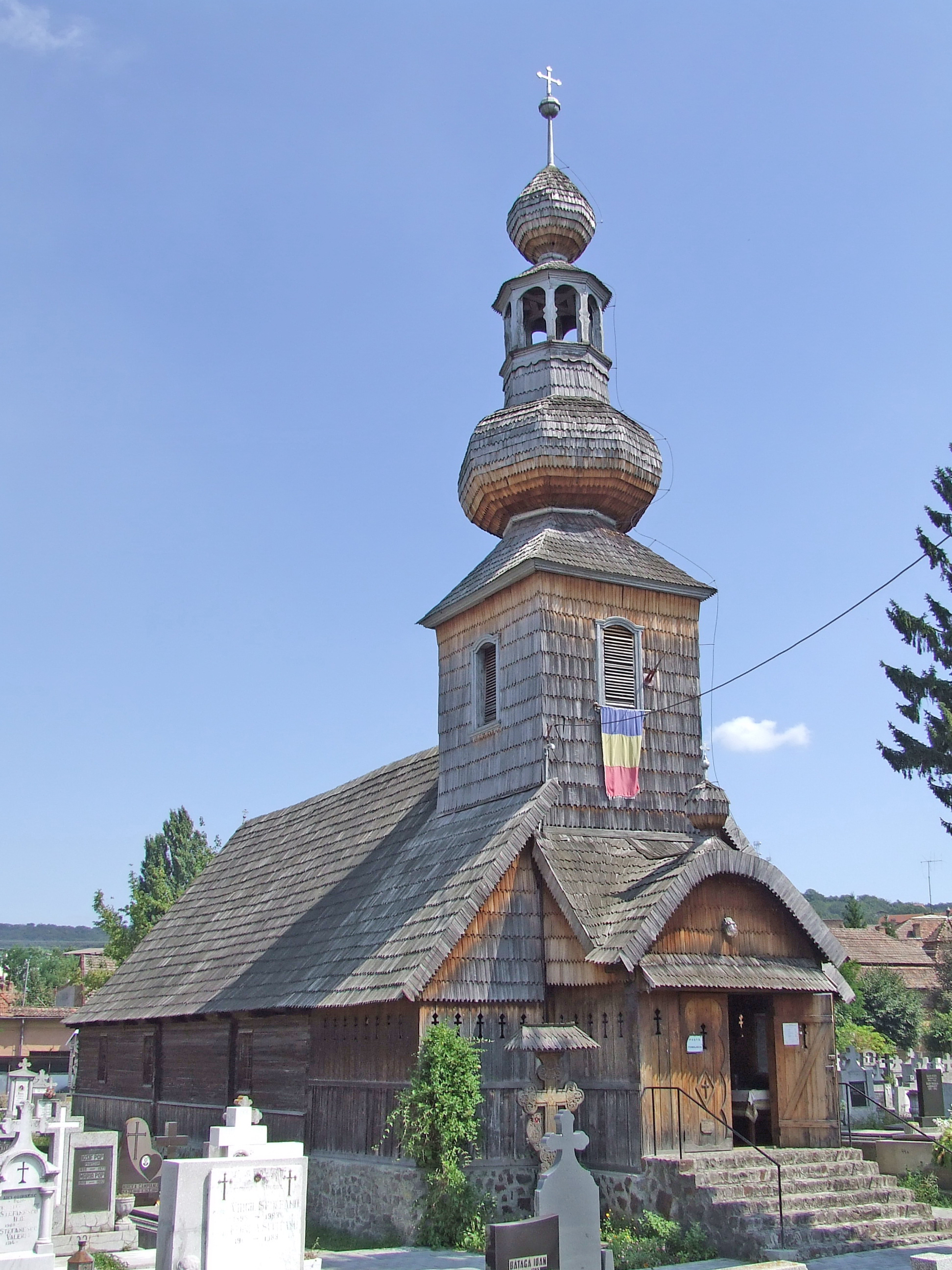
圣弥额尔东正教木教堂（1793年）
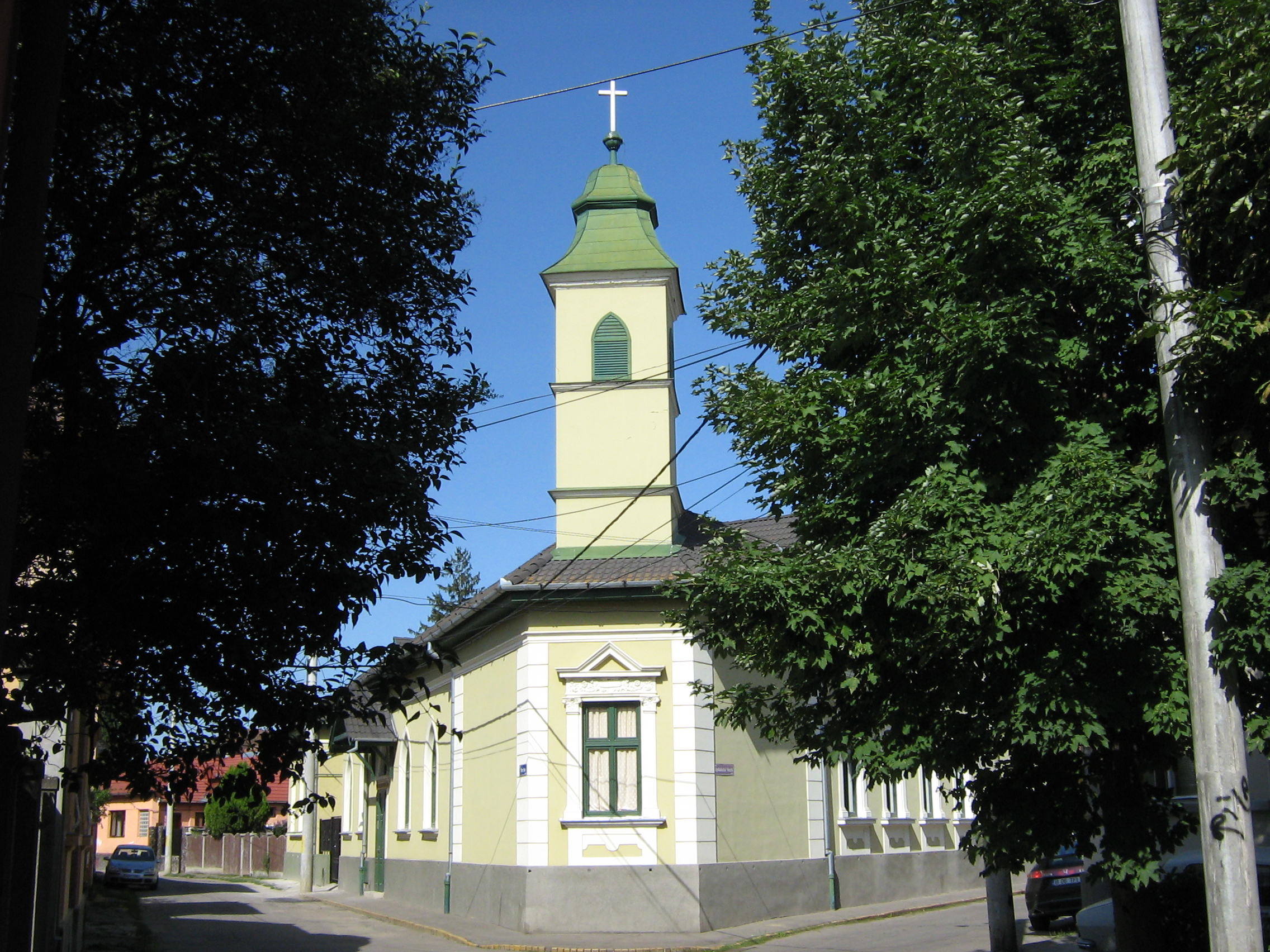
信义宗教堂
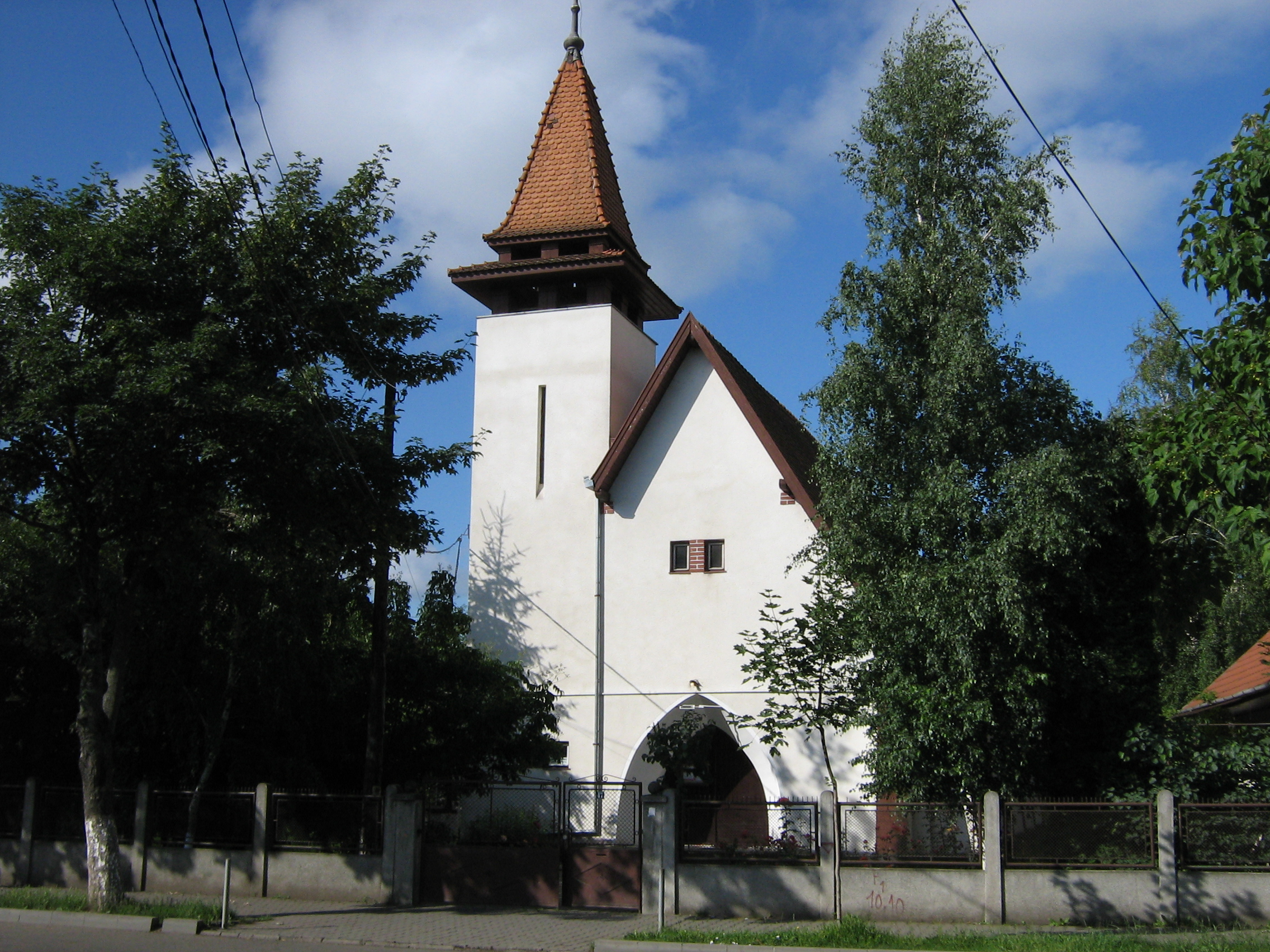
自由街归正宗教堂（1937年）
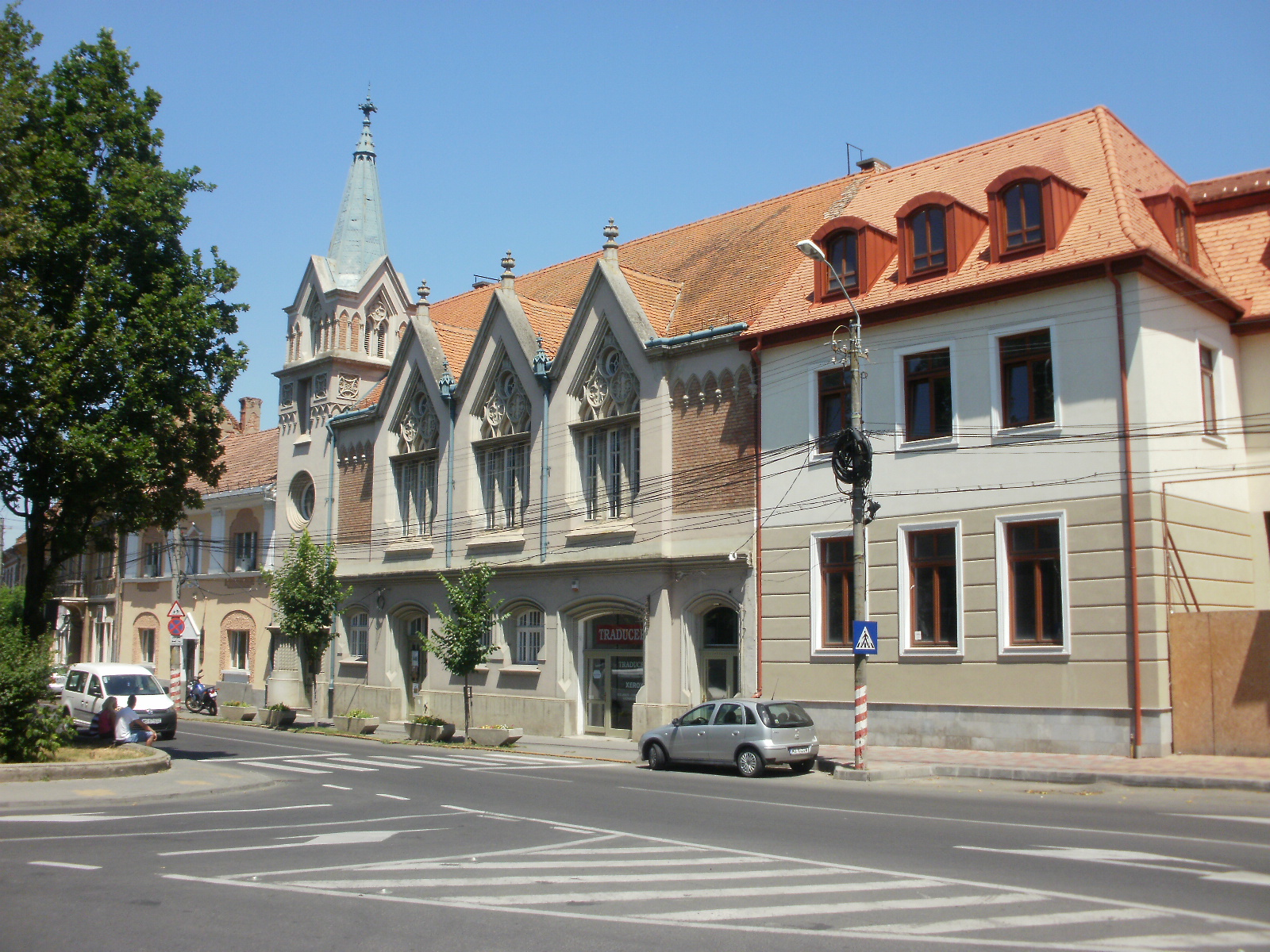
博洛伊广场信义宗教堂（1931年）
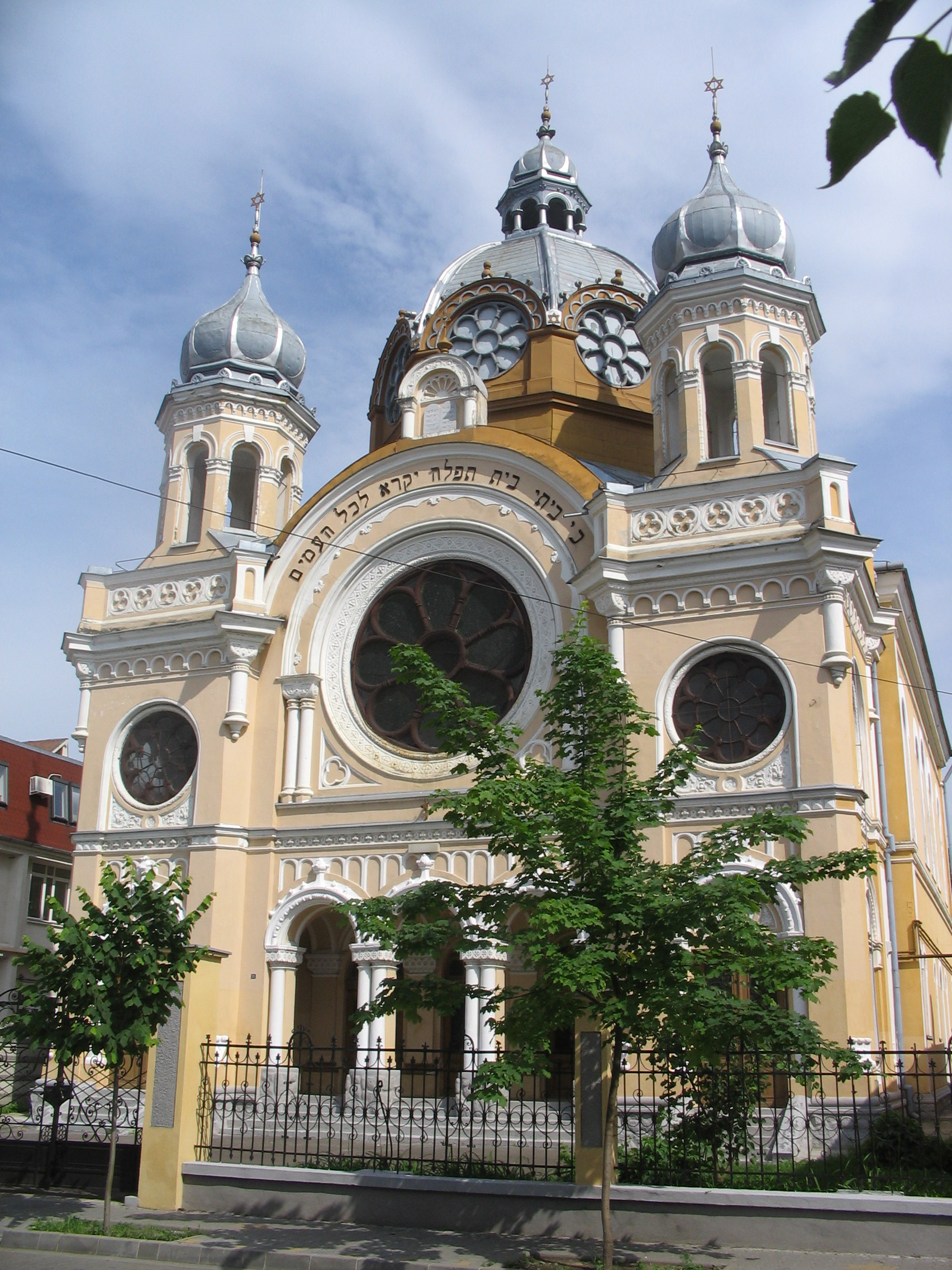
状态现状犹太会堂（1900年）

### 其他景点

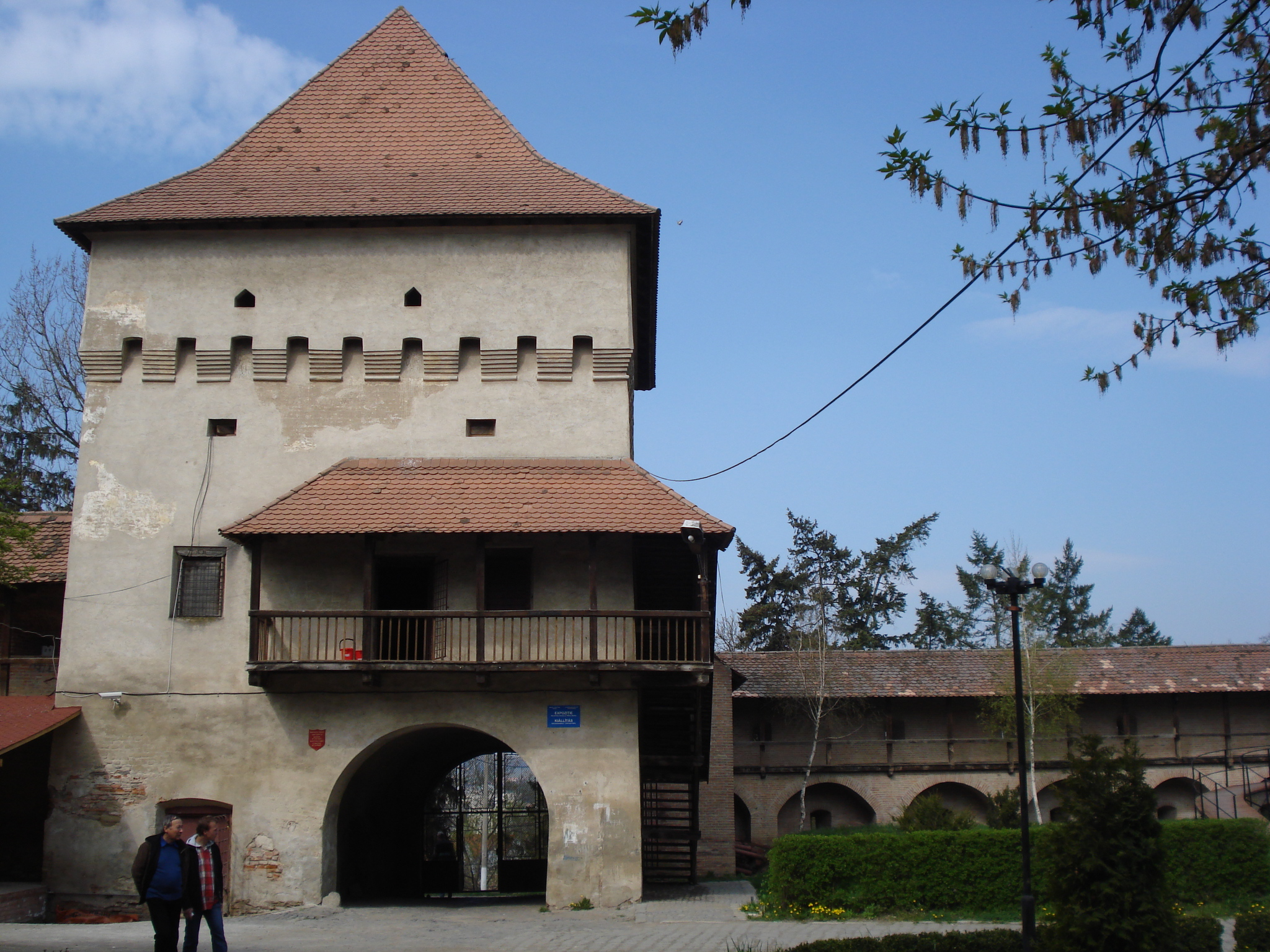
城市要塞正门背面

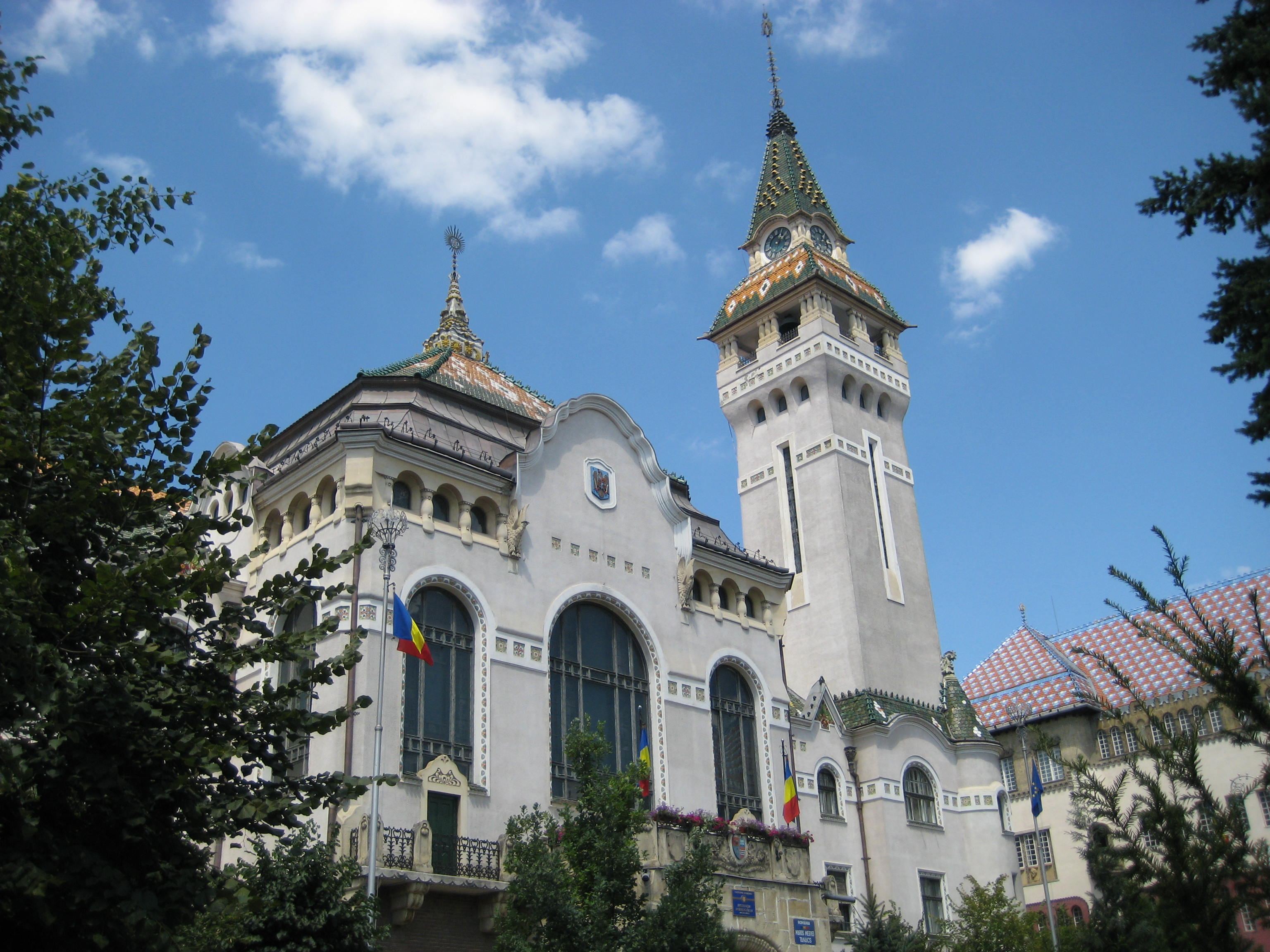
现为穆列什县议会驻地的旧市政厅

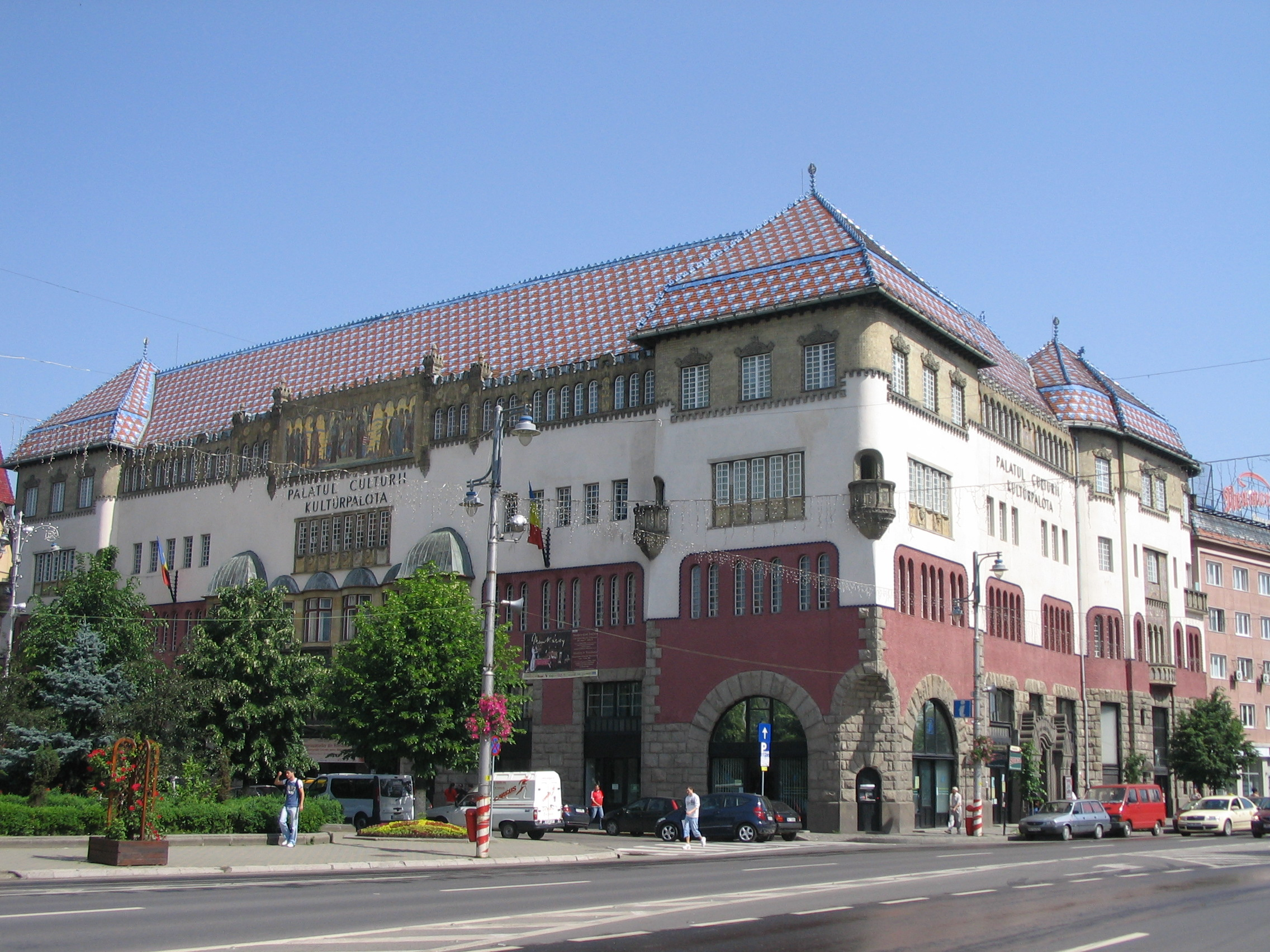
文化宫建于1911年至1913年

城市最初的城堡建于1492年，由特兰西瓦尼亚公爵斯特凡·巴托里下令修建。1602年至1652年间，在市长托马什·博尔绍什任内扩建完成。该城堡为五边形，围有防御墙与七座塔楼，其中五座以行会命名。奥地利军接管后成为军营驻地，18世纪后期还增建巴洛克式军事设施。现今的特尔古穆列什日活动中心即位于此，博物馆展馆设于1613年建成的门楼塔内。
特莱基-博洛伊图书馆由匈牙利伯爵特莱基·山穆埃尔于1802年创办，是特兰西瓦尼亚最重要的公共图书馆之一，藏书超过20万册，包括“特莱基图书馆”（4万册）、“博洛伊图书馆”（8万册）以及多所宗教学校、私人藏书等组成的“杂项收藏”。
旧市政厅建于1906至1907年，由马切尔·科莫尔与德热·雅卡布设计。建筑内部装饰融合哥特式建筑元素，尤其是星形穹顶与植物图案彩绘。主楼梯栏杆饰有仿蛇形雕刻，外立面以多彩乔纳伊陶瓷装饰，正立面三扇半圆形窗户即为双层高“荣誉大厅”所在。原设有描绘贝特伦·加博尔、拉科齐·费伦茨二世、科苏特·拉约什、费伦茨·戴克与弗朗茨·约瑟夫一世的玻璃画，现已遗失。
文化宫是该市最具代表性的建筑之一，由市长乔尔吉·贝尔纳迪推动建成，始建于1911年。外观为不规则矩形，融合匈牙利新艺术运动风格，外饰马赛克、雕像及匈牙利名人头像。正立面马赛克由圣多尔·纳吉绘制，玻璃艺术部分多由罗特·米克沙完成，风格强调平面感与垂直韵律。
从科尔内什蒂高地（匈牙利语：Somostető）可俯瞰整座城市。

## 文化

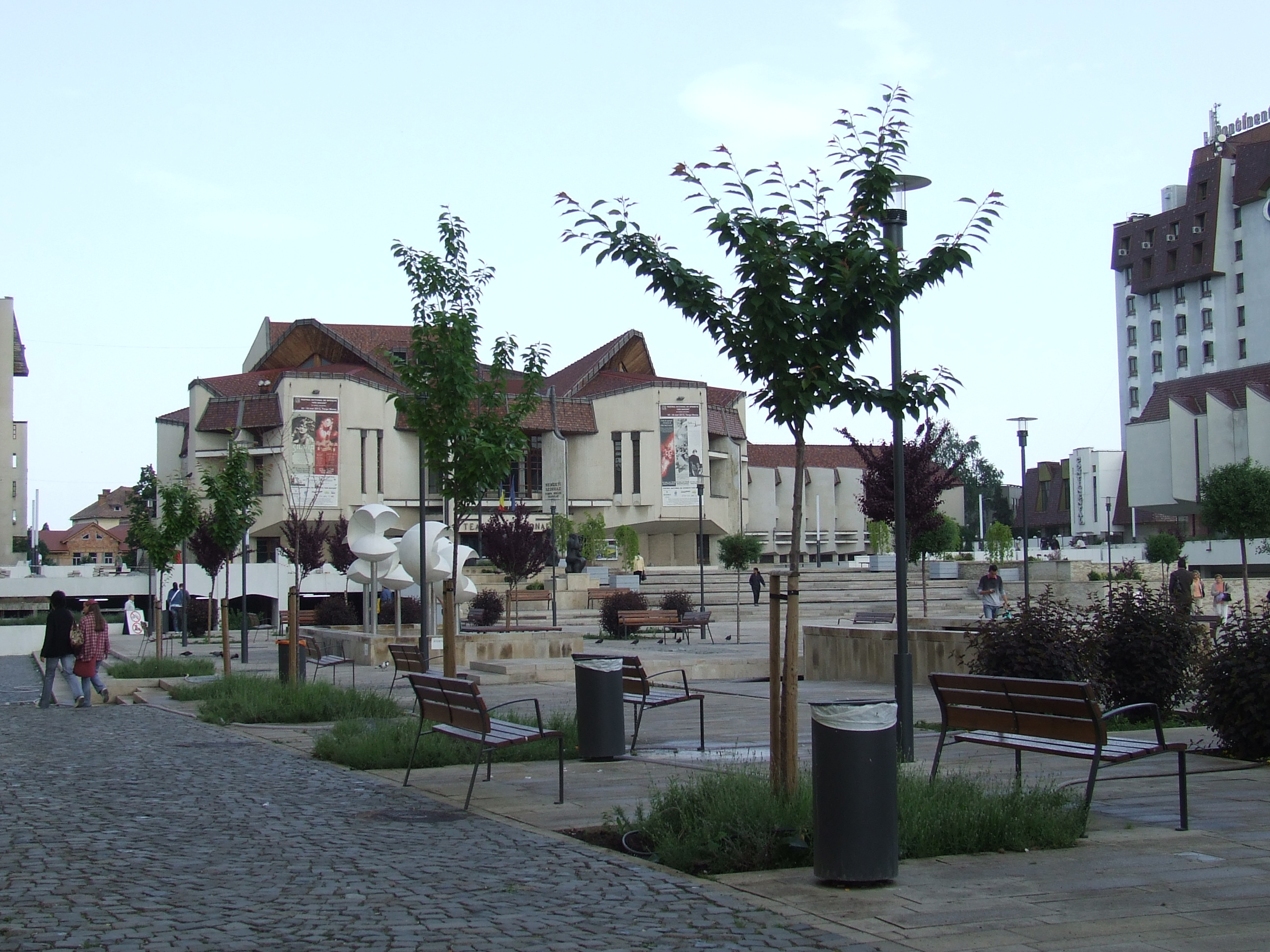
1973年建成的国家剧院

特尔古穆列什市中心坐落着著名的文化宫音乐厅，每周举办由特尔古穆列什国家爱乐乐团演出的古典音乐会。
市中心另一侧则是特尔古穆列什国家剧院，剧院下设两个剧团：匈牙利语剧团“汤帕·米克洛什”（Tompa Miklós）与罗马尼亚语剧团“利维乌·雷布列亚努”（Liviu Rebreanu）。 除了这两个主要剧团外，市内还有两个活跃的非主流小剧场团体：“Yorick工作室”（Yorick Studio）与“剧院74”（Teatru 74）。
该市还曾是半岛音乐节（Peninsula / Félsziget Festival）的举办地，该节日曾是罗马尼亚规模最大的音乐节之一。

## 政治

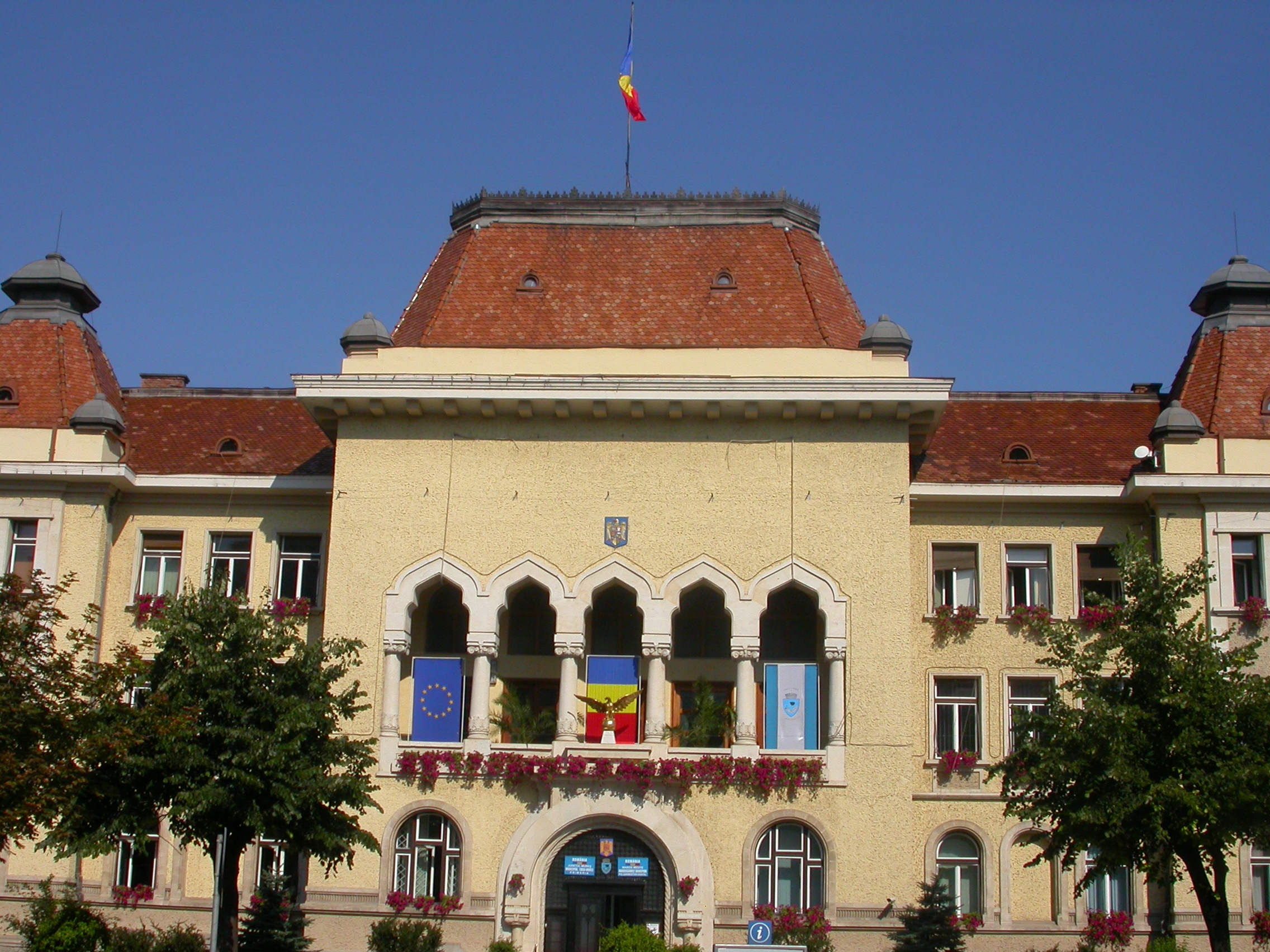
特尔古穆列什市政厅（2007年摄）

### 市长
| 政党                                   | 姓名                          | 任期           |
| -------------------------------------- | ----------------------------- | -------------- |
| 无党籍（由罗马尼亚马扎尔民主联盟支持） | 佐尔坦·绍什（Zoltán Soós）    | 2020年－2024年 |
|                                        | 多林·弗洛雷亚（Dorin Florea） | 2016年－2020年 |
|                                        | 多林·弗洛雷亚                 | 2012年－2016年 |
|                                        | 多林·弗洛雷亚                 | 2008年－2012年 |
|                                        | 多林·弗洛雷亚                 | 2004年－2008年 |
| PNȚ-CD                                 | 多林·弗洛雷亚                 | 2000年－2004年 |

多林·弗洛雷亚曾因涉嫌腐败被国家反腐败局调查三次。他未在2020年参选连任。
在2016年市长选举中，弗洛雷亚以42.95%的得票率击败了绍什·佐尔坦（Soós Zoltán）的40.23%。
2020年，绍什·佐尔坦赢得50.53%的选票，当选为市长，这一比例高于罗马尼亚马扎尔民主联盟在市议会的得票率（44.57%）。得票第二名的候选人得票率为17.06%。

### 市议会
特尔古穆列什市议会共有23名议员：
| 政党 / 市议会席位（得票率）                       | 2016年选举     | 2020年选举     |
| ------------------------------------------------- | -------------- | -------------- |
| 罗马尼亚马扎尔民主联盟（UDMR/RMDSZ）              | 10席（38.30%） | 11席（44.57%） |
| 国家自由党（PNL）                                 | 6席（21.19%）  | 4席（15.29%）  |
| 罗马尼亚社会民主党（PSD）                         | 4席（16.84%）  | 2席（7.43%）   |
| 自由人民党（Partidul Oamenilor Liberi, 地方政党） | 3席（10.61%）  | 2席（7.18%）   |
| 亲罗马尼亚（PRO Romania）                         | —              | 2席（7.16%）   |
| 罗马尼亚人民运动党（PMP）                         | —              | 2席（6.98%）   |

2016年市政选举的投票率为50.87%，2020年则为45.92%。

## 教育

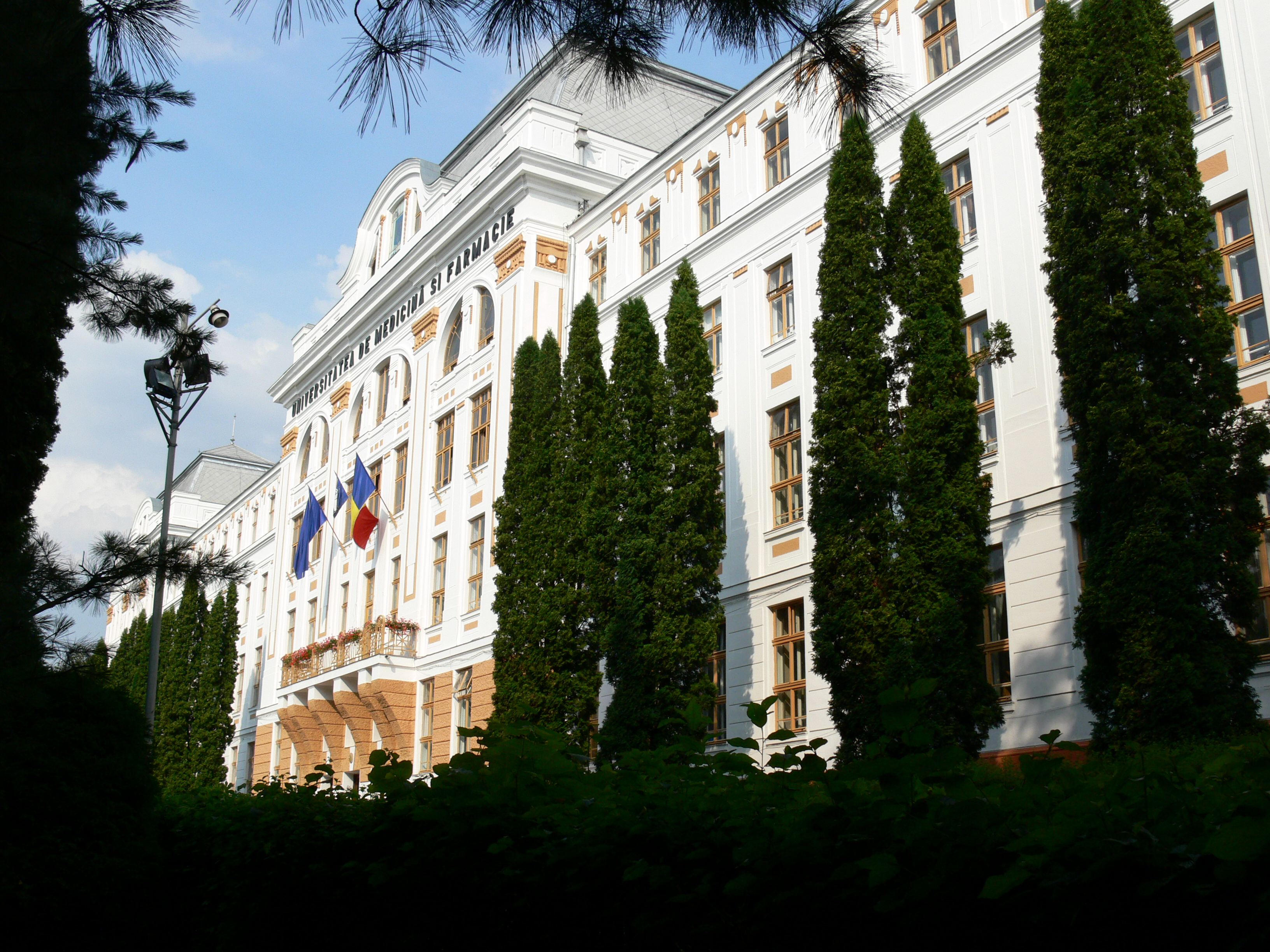
特尔古穆列什医药科技大学的医学与药学系

特尔古穆列什是罗马尼亚重要的普通教育与高等教育中心。市内主要中学包括亚历山德鲁·帕皮乌·伊拉里安国家学院、乌尼雷亚国家学院，以及使用匈牙利语授课的博尧伊·法尔卡什理论高中。其中，博尧伊高中延续了1557年在特尔古穆列什创立的“Schola Particula”学堂的传统，以及18世纪初从沙罗什帕塔克迁来的改革宗学院传统。该校是特兰西瓦尼亚地区最早的改革宗教会学校之一，最初设于城堡中的方济各会修道院旧址，由Baranyai Decsi Czimor János、Tordai Ádám、Laskói Csókás Péter 等教师授课。
在1601年和1602年两次被焚毁后，学堂迁至现今高中所在位置的建筑。几个世纪以来，该地一直为改革宗学院与高中共用。学校现今的建筑外观形成于19世纪末与20世纪初。面向博尧伊广场的主雕像建于1908至1909年间，由建筑师Baumgarten Sándor设计，采用匈牙利“新艺术运动”（Secession）风格。
此外，特尔古穆列什还设有一所“艺术高中”（罗马尼亚语：Liceul de Artă；匈牙利语：Művészeti Líceum），创办于1949年。该校是县内音乐与视觉艺术教育的重要机构，为青少年提供系统的乐理、器乐（小提琴、钢琴、大提琴、中提琴、低音提琴、长笛、竖琴、小号、大号、长号、巴松管、单簧管、双簧管、圆号、打击乐器等）与美术课程。
市内的主要高等院校包括：
- 特尔古穆列什医药科技大学（UMFST，1945年创立），设有医学、药学、工程与自然科学等多个院系；
- 特尔古穆列什艺术大学（1946年）；
- 萨皮恩齐亚匈牙利大学（Sapientia University，2001年创办，特兰西瓦尼亚地区的私立匈牙利语高等教育机构）；
- 迪米特里·康坦米尔大学（1991年）。

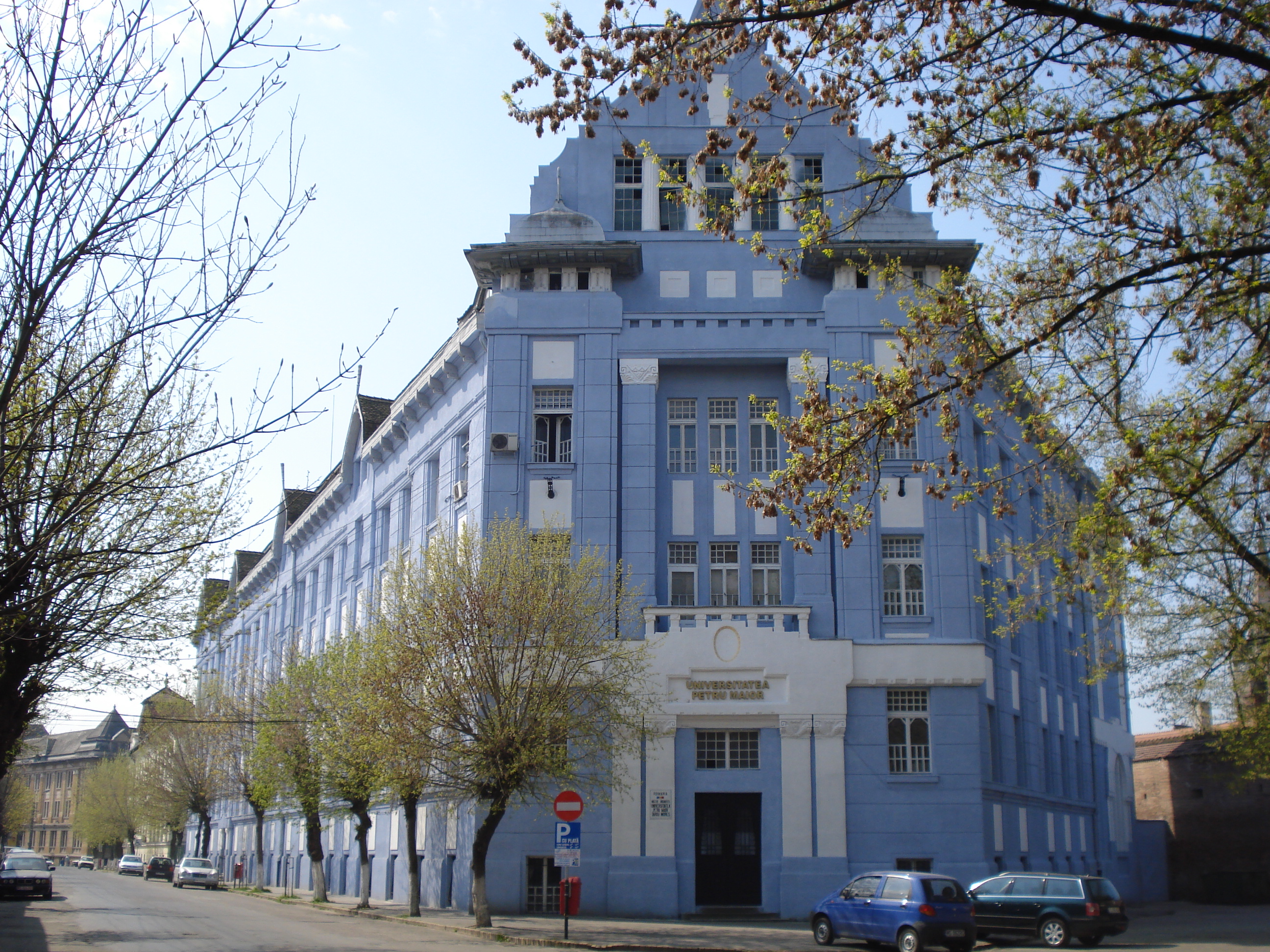
UMFST 工程与信息技术学院及科学与文学学院
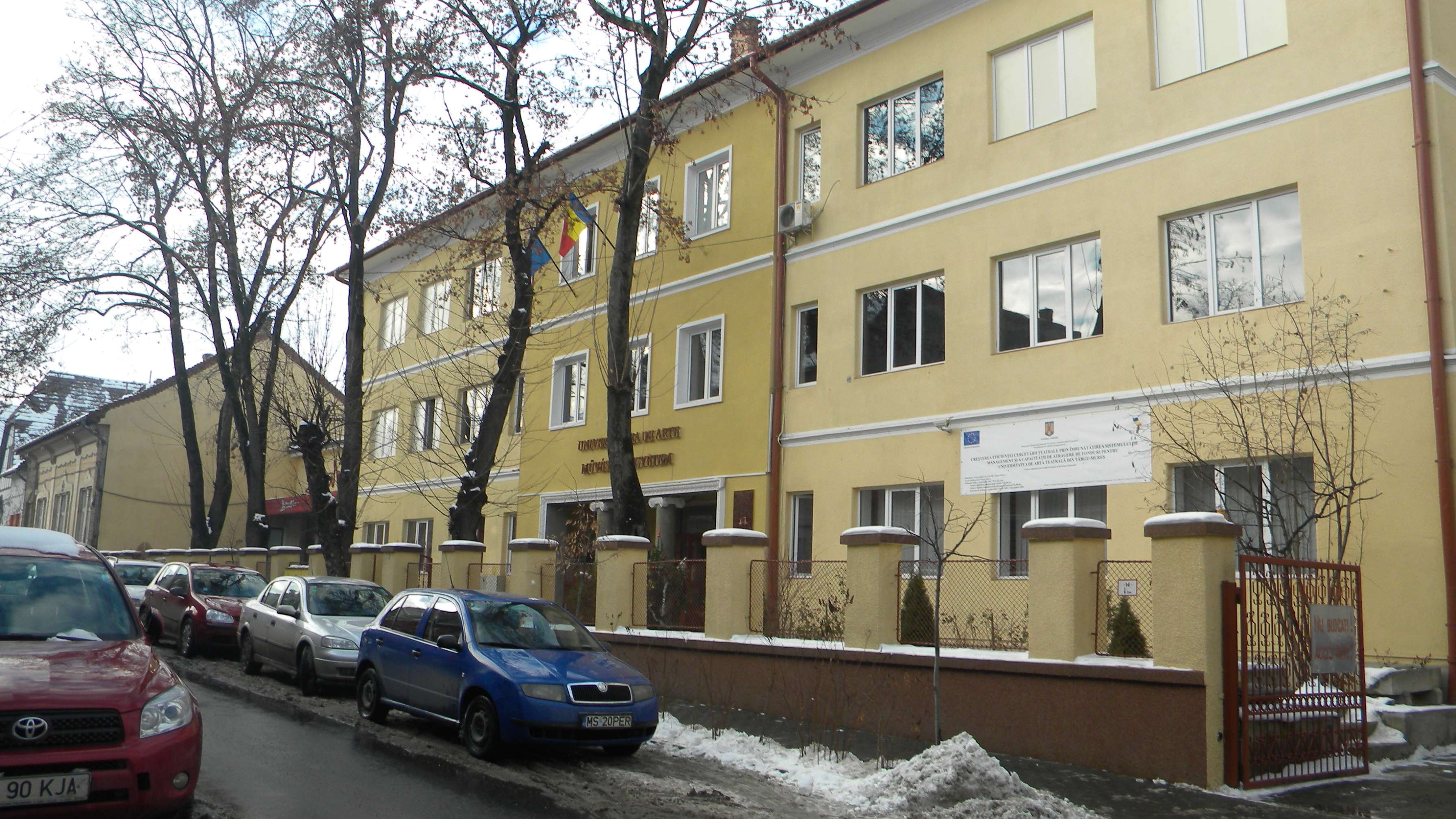
特尔古穆列什艺术大学
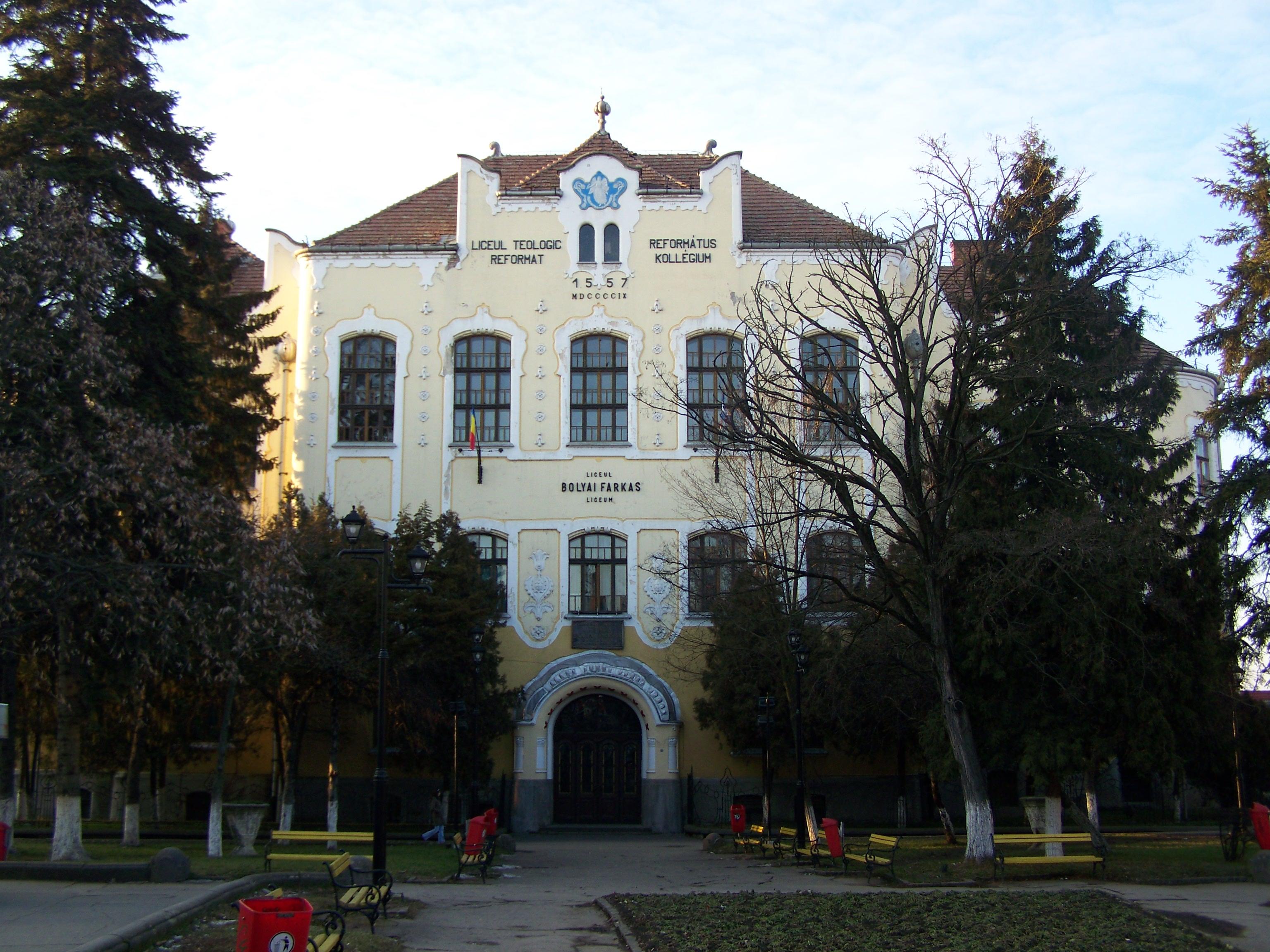
博尧伊·法尔卡什理论高中
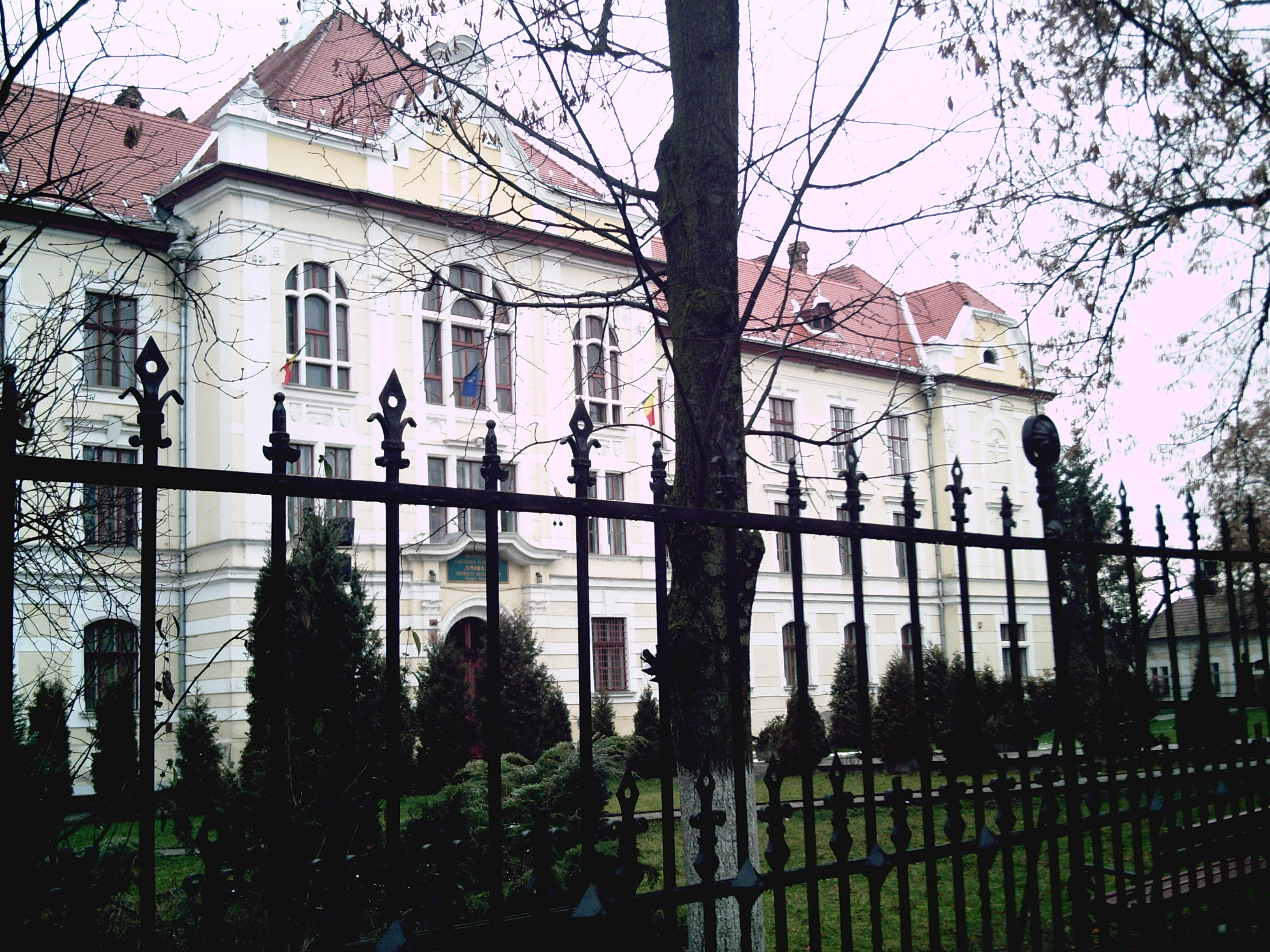
乌尼雷亚国家学院
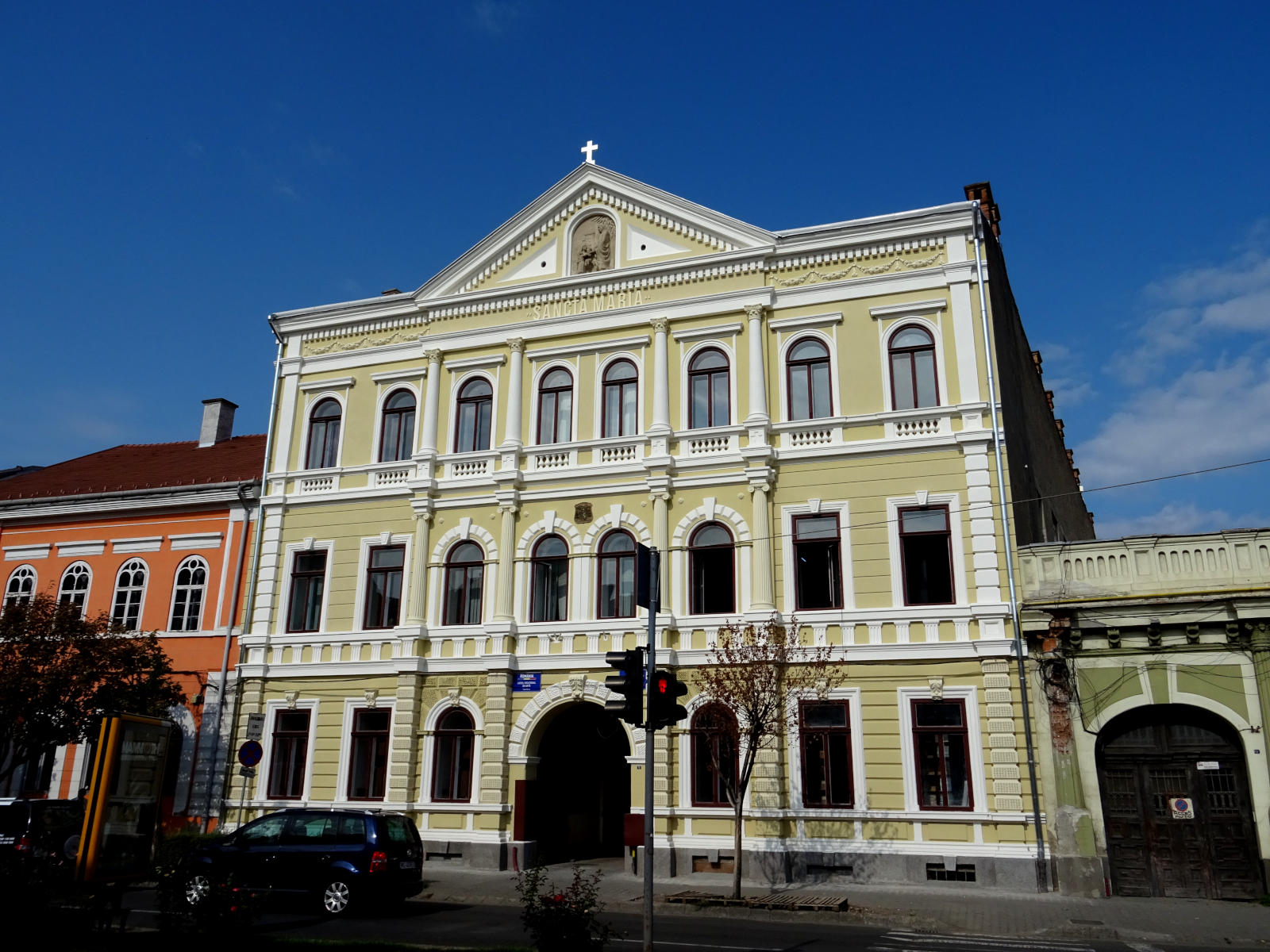
特尔古穆列什艺术高中

## 健康医疗
特尔古穆列什拥有发达的医疗系统，包括：
- 3 所综合医院：

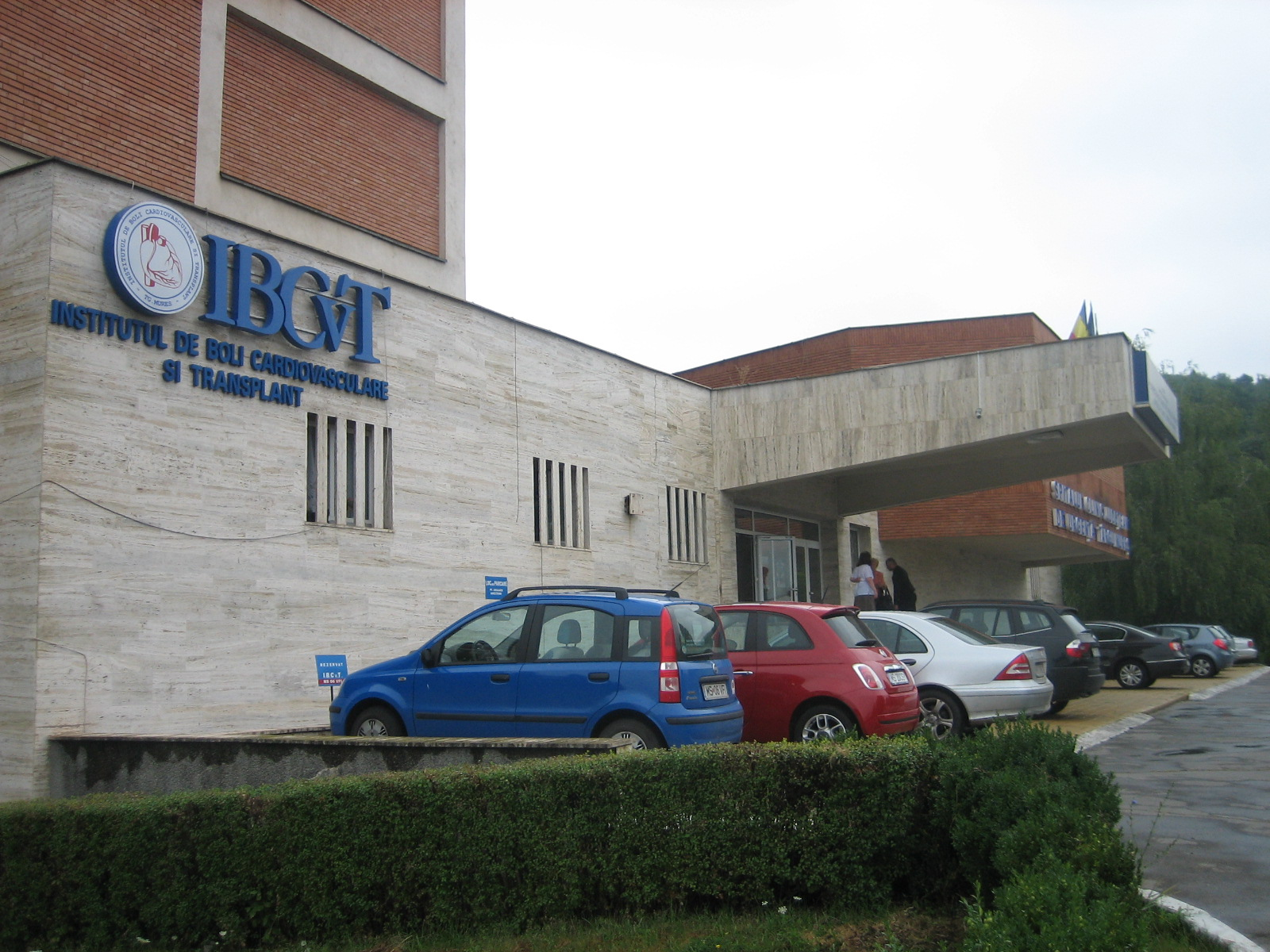
默列什县心血管疾病与移植急救研究所

  - 特尔古穆列什县紧急临床医院（县内规模最大），设有11个专业科室；
  - 默列什县心血管疾病与移植急救研究所；
  - 默列什县临床医院，设有7个专业科室；
- 36 家医疗办公室；
- 9 家专科诊所；
- 超过 80 家药房；
- 提供救护车服务及SMURD（移动急救、复苏与营救服务）。

该市的医疗机构配备高效设备与高度专业化的医务人员，其中包括：县医院、区域单位级别的紧急县医院、院前急救医疗服务研究所、SMURD（其设立初期为全国试点项目），以及由罗马尼亚卫生部直接管理的心血管疾病与移植研究所。
特尔古穆列什的医疗服务辐射范围超出市域与县域。超过30%的特尔古穆列什县紧急医院住院患者来自其他县。
此外，特尔古穆列什还是罗马尼亚医学领域的重要高等学术中心。特尔古穆列什医药科技大学（UMFST）的医学与药学系设有多个专业领域，包括普通医学、军事医学、药学、牙医学、义齿技术、外科护理与急救护理等。根据国家教育法，该校具备多语言、多文化教学体制，课程提供罗马尼亚语、匈牙利语以及英语授课版本。研究活动不仅在校内开展，还与医院协作，并与多个国外院校合作实施科研项目。

## 交通

### 公路
多条重要公路穿越或靠近特尔古穆列什市，包括：DN13、DN15、DN15E，以及E60公路。尚在建设中的特兰西瓦尼亚高速公路（又称A3）亦途经该市附近。
此外，东西高速公路（A8）（又称“统一高速”）也将连接至该市。该高速公路起点为罗马尼亚与摩尔多瓦边境的温盖尼，将从雅西连接至靠近特尔古穆列什的A3高速。A8公路的两个路段分别于2023年9月和2024年2月签署设计与施工合同，其他路段则正在招标或规划中。

### 铁路
罗马尼亚的主干铁路主要由罗马尼亚国家铁路公司（CFR）运营。特尔古穆列什设有三座火车站，分别为南站（面向南方）、中央车站和北站（面向北方），提供国内与国际列车服务。
该市也是匈牙利国家铁路（MÁV）多条线路的重要停靠站，例如“穆列什城际列车”和“哈尔吉塔城际列车”。此外，一条旅游用途的窄轨铁路在特定时段连接至班德（Band），为原90年代关闭的窄轨系统遗留线路的一部分。

### 航空
本市由Aeroportul Transilvania Târgu Mureș 特尔古穆列什特兰西瓦尼亚机场提供国内与国际航班服务。该机场于2005年10月完成翻修，是特兰西瓦尼亚地区第二繁忙的机场，仅次于克卢日纳波卡国际机场官方网站 克卢日-纳波卡国际机场。

### 公共交通
城市公共交通仅由公交车构成，运营方为SC Transport Local SA。自2020年以来，该市进行了多项公交系统改革，包括新增线路（其中三条为学生专用）、车队现代化、以及电子票务系统的导入。
在周六、周日及节假日，市内公交免费运营。此外，学生凭专用车票也可免费搭乘。

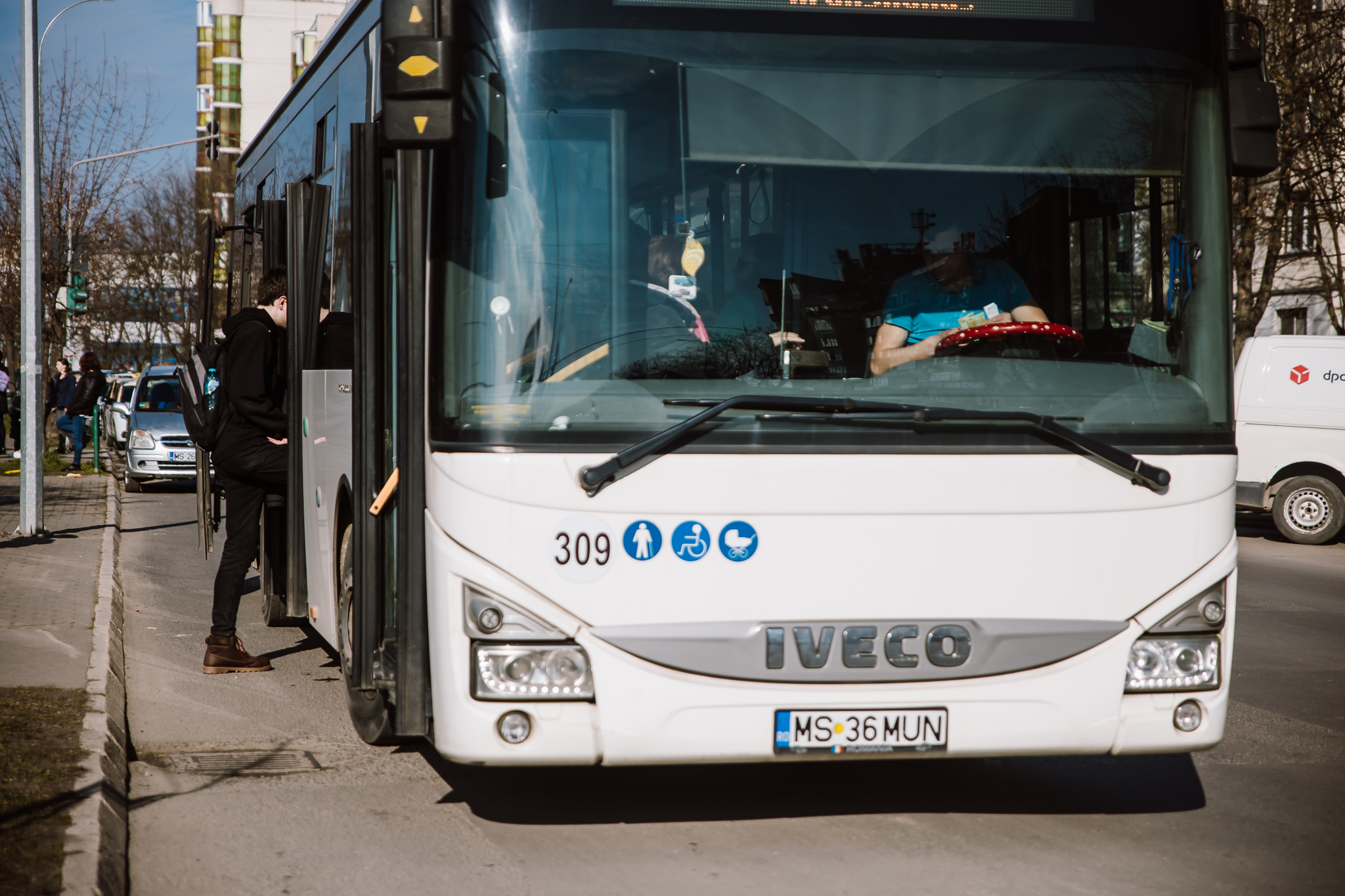
依维柯 Crossway 公交车。
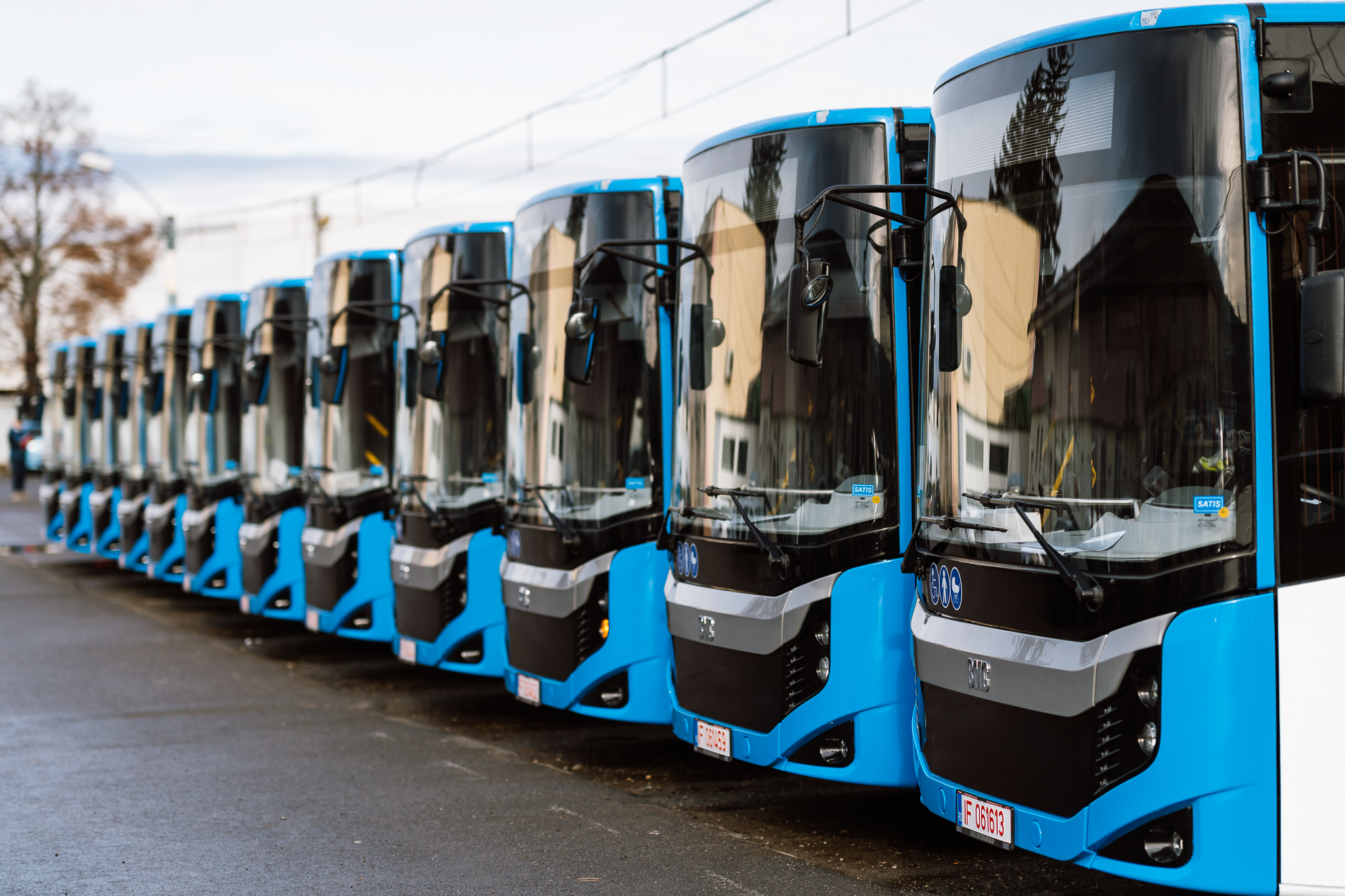
BMC Procity 12 柴油公交车。
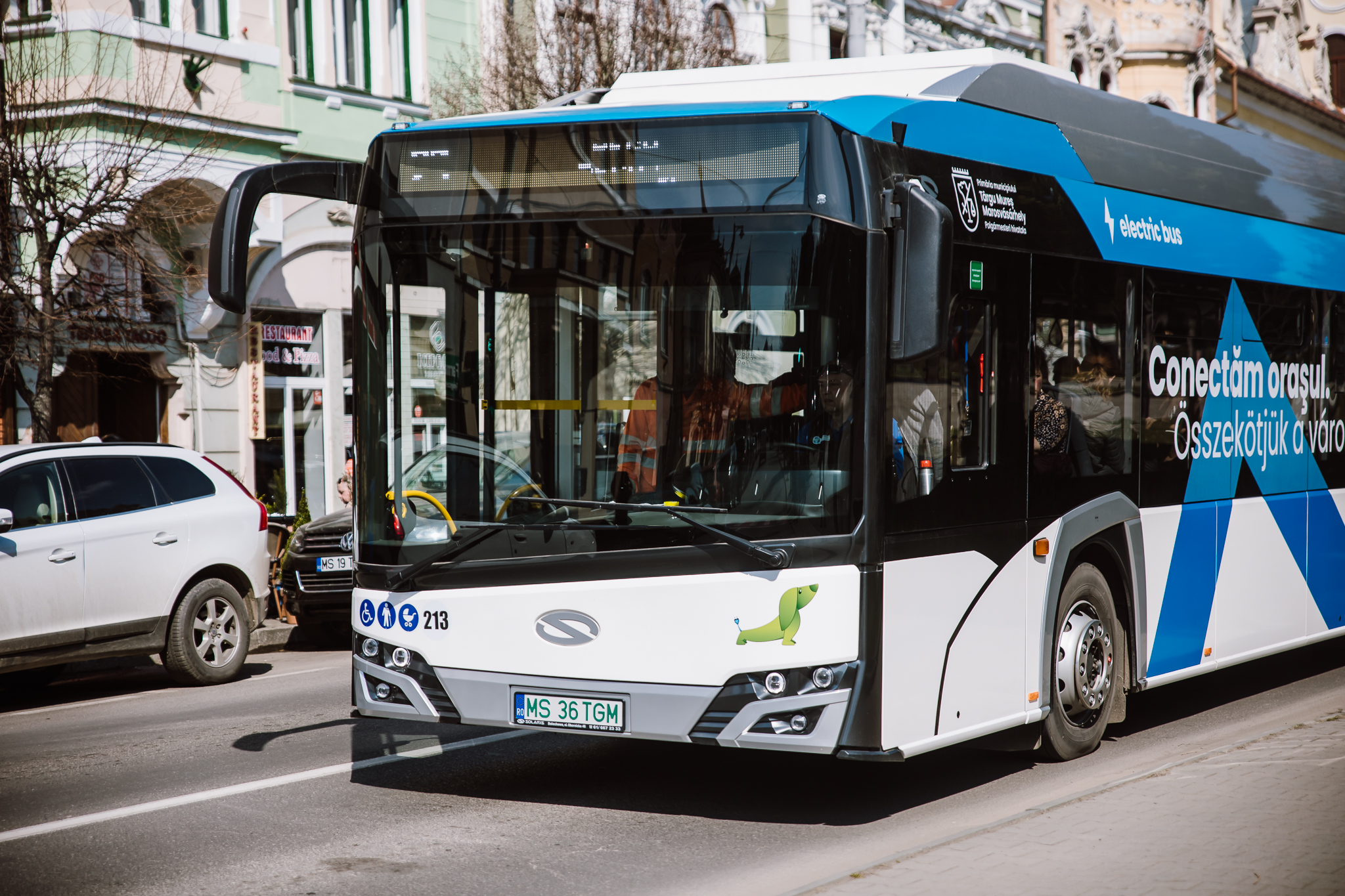
Solaris Urbino 12 电动公交。
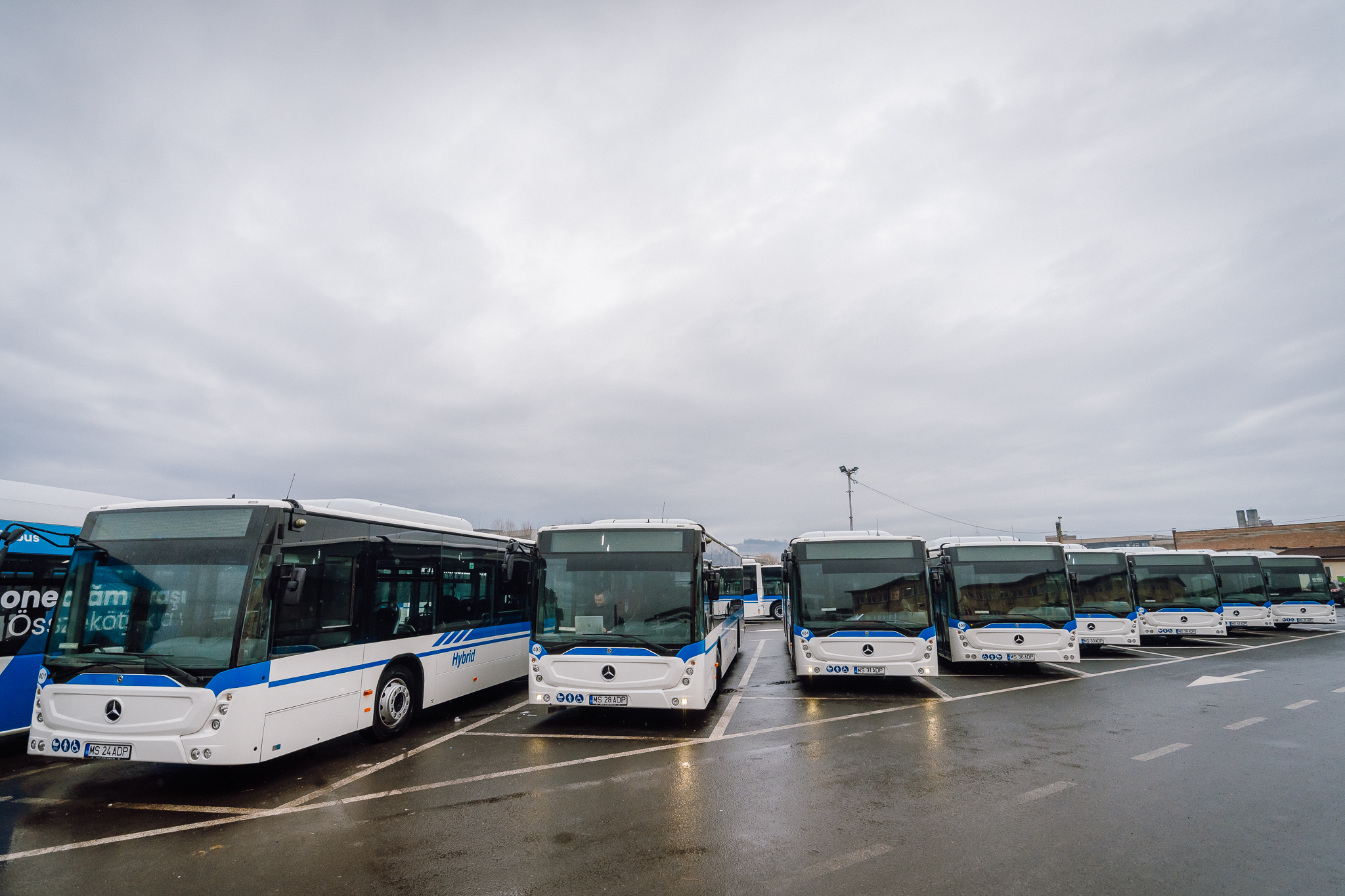
梅赛德斯-奔驰 Conecto 混合动力公交。
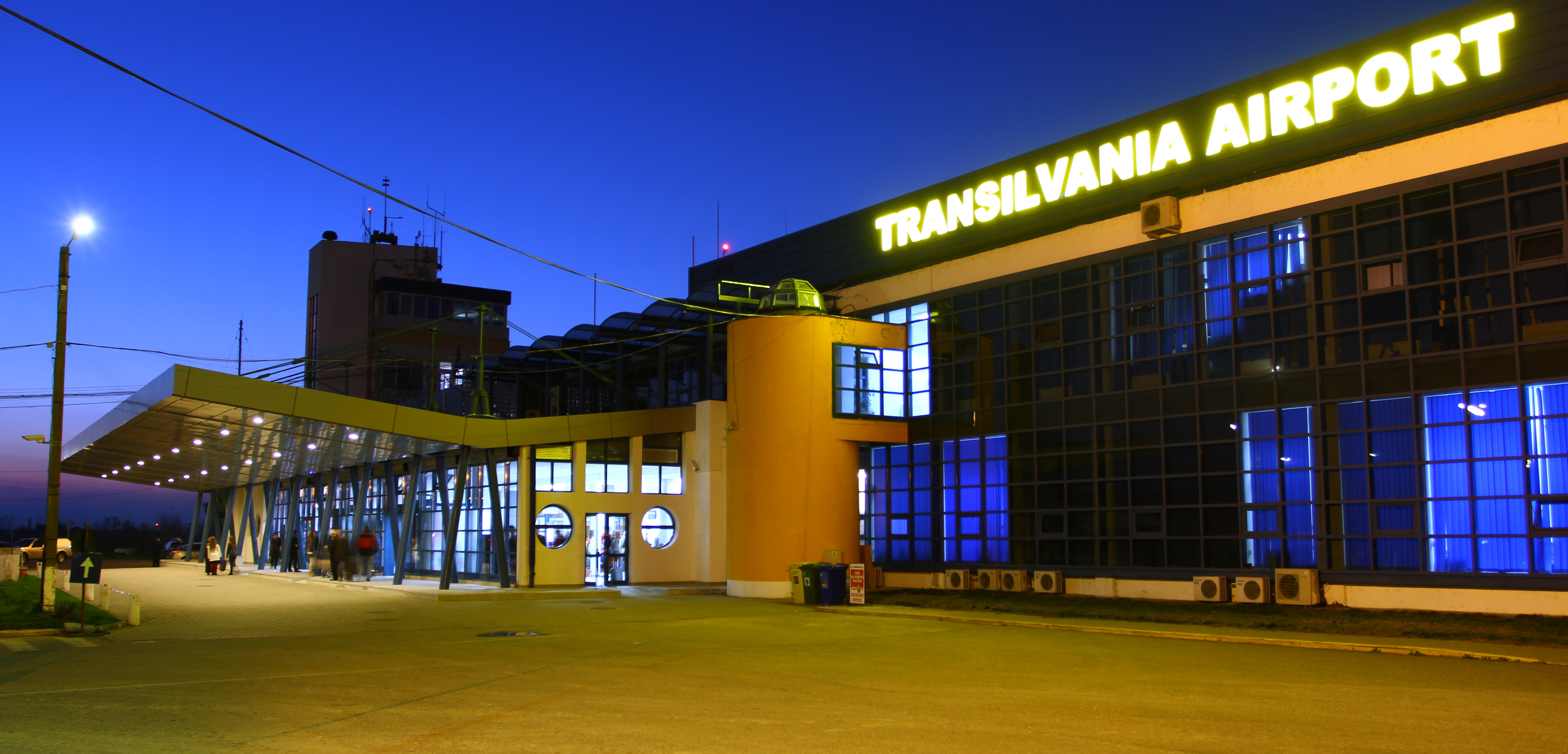
特兰西瓦尼亚国际机场航站楼

## 体育

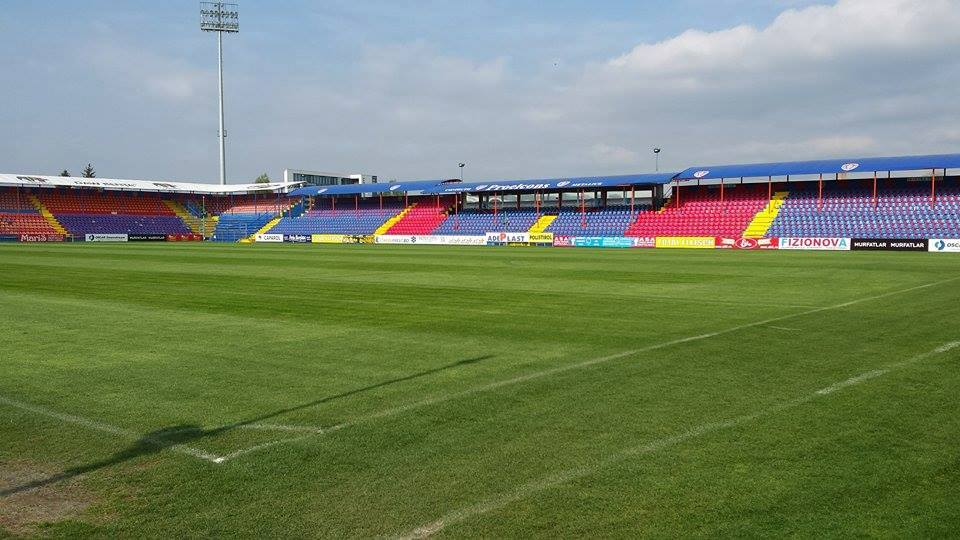
Trans-sil体育场，为CSM特尔古穆列什与ACS MSE特尔古穆列什足球队的主场

特尔古穆列什在多个体育项目中均有代表队，包括：足球、手球、篮球、五人制足球与排球等。
该市拥有两支足球队：CSM特尔古穆列什和ACS MSE特尔古穆列什。历史上，该市最具影响力的足球俱乐部为ASA特尔古穆列什 (1962年)与ASA 2013特尔古穆列什。前者于2007年解散，曾于1970年代三次参加欧洲联盟杯。后者成立于2008年，虽然在2017年解散，但在较短的存在期间曾获得2015年罗马尼亚超级杯冠军。
BC穆列什是该市的男子篮球队，参加罗马尼亚男子篮球甲级联赛。在2012–13赛季，球队取得历史最佳成绩，首次赢得常规赛冠军，最终在总决赛中以2–4不敌CSU阿塞索夫特普洛耶什蒂，获得亚军。
“CSU Medicina”代表特尔古穆列什参加罗马尼亚女子排球甲级联赛，该队在过去15年中一直活跃于国内顶级联赛。
该市还拥有著名的保龄球队“Electromureș”。
城市的五人制足球队“City'us特尔古穆列什”曾三次获得全国冠军，并代表罗马尼亚参加欧洲五人制足球冠军联赛。
罗马尼亚最大的赛车场——特兰西瓦尼亚赛车场也位于该市附近。

## 友好城市
- 英国伯恩茅斯
- 英国东伦弗鲁郡
- 德国伊尔默瑙
- 匈牙利塞格德
- 匈牙利凯奇凯梅特
- 匈牙利布达佩斯
- 匈牙利佐洛埃格塞格
- 匈牙利包姚
- 土耳其居泽尔恰姆勒